# Antártida
La Antártida, Antártica o continente antártico (del adjetivo latino antarcticus, y este a su vez del griego ανταρκτικός, antarktikós, «opuesto al Ártico»), es el continente más austral de la Tierra. Está situada completamente en el hemisferio sur, casi enteramente al sur del círculo polar antártico y está rodeada por el océano Antártico. Contiene el polo sur geográfico, por lo que de manera coloquial y por extensión también es conocida como polo sur. Con más de 14 000 000 km² es el cuarto continente más grande después de Asia, América y África. En comparación con Oceanía, la Antártida es casi dos veces su tamaño. Alrededor del 98 % de la Antártida está cubierta de hielo, que tiene un promedio de 1,9 km de espesor, y que se extiende a todos los puertos, excepto a los más septentrionales de la península Antártica.
La Antártida, de promedio, es el continente más frío, seco y ventoso del planeta y tiene la altitud media más alta de todos los continentes. La Antártida es un desierto de hielo, con precipitaciones anuales de solo 200 mm en la zona costera y mucho menos tierra adentro. La temperatura en la Antártida ha alcanzado los –89,2 °C, aunque la media del tercer trimestre (la parte más fría del año) es de –63 °C. Hacia 2016, había alrededor de 135 residentes permanentes, pero en las estaciones de investigación dispersas en todo el continente residen entre 1,000 y 5,000 personas durante todo el año. Los organismos nativos de la Antártida incluyen muchos tipos de algas, bacterias, hongos, plantas, protistas, y ciertos animales, tales como ácaros, nematodos, pingüinos, pinnípedos y tardígrados. El tipo de vegetación que se presenta en algunas zonas reducidas es la tundra.
A pesar de los mitos y las especulaciones sobre la Terra Australis Ignota («la tierra desconocida del sur») que se remontan a la antigüedad, la Antártida fue la última región de la Tierra en ser descubierta y colonizada por los humanos, siendo documentada por primera vez en el verano austral de 1603 por el navegante español Gabriel de Castilla. Posteriormente, en 1820, fue avistada por los exploradores rusos Fabian Gottlieb von Bellingshausen y Mijaíl Lázarev en el Vostok y Mirni, que descubrieron la barrera de hielo Fimbul. El continente, sin embargo, permaneció inexplorado casi todo el siglo XIX debido a su ambiente hostil y al aislamiento. En 1895, el primer desembarco confirmado fue dirigido por un grupo noruego.
La Antártida es de facto un condominio, que se rige por el Tratado Antártico que tiene estatus consultivo. Doce países firmaron el Tratado Antártico en 1959 y treinta y ocho lo han firmado desde entonces. El tratado prohíbe las actividades militares y la extracción de minerales, prohíbe las explosiones nucleares y la eliminación de residuos nucleares, apoya la investigación científica y protege la ecozona en el continente. Se encuentran en curso experimentos conducidos por más de 4,000 científicos de varias naciones.

## Etimología
El término «Antártida» proviene de la versión romanizada de la palabra compuesta griega ἀνταρκτική –antarktiké–, expresión femenina de ἀνταρκτικός —antarktikós—, que significa «opuesto al Ártico» u «opuesto al norte».
El primer uso de la palabra se remonta al año 350 a. C., cuando Aristóteles se refirió a una «región antártica» en su libro Meteorología, y existen registros que avalan que, en la era común, el fenicio Marino de Tiro utilizó dicho término en un mapa del siglo II. Los autores romanos Higino y Apuleyo emplearon la expresión romanizada «polus antarcticus» para hablar del polo sur, del cual se derivó el término en francés antiguo «pole antartike» —equivalente al contemporáneo «pôle antarctique»— registrado en 1270, y a partir del cual surgió a su vez la expresión del inglés medio «pol antartik» —equivalente a «Antarctic Pole»— usado en el tratado técnico de Geoffrey Chaucer, que data de 1391.
De acuerdo con la Real Academia Española, tanto «Antártida» como «Antártica» son denominaciones válidas en español para dicho continente. La forma etimológica «Antártica», derivada del adjetivo latino antarcticus (‘opuesto al Ártico’), es de uso mayoritario en Chile, donde también forma parte del nombre de una de sus regiones, la XII Región de Magallanes y de la Antártica Chilena. La forma «Antártida» es la única usada en España y la preferida en la mayor parte de América. Para el adjetivo solo es válida la forma antártico: continente antártico.
Antes de adquirir sus connotaciones geográficas, el término también era usado para denominar a otras regiones que podían llevar la atribución de «opuesto al Norte». Un ejemplo de lo anterior es la colonia francesa establecida en Brasil en el siglo XVI, titulada Francia Antártica.
Se considera que el primer uso formal de «Antártida» como nombre continental ocurrió en los años 1890, al ser utilizado por el cartógrafo escocés John George Bartholomew.

## Historia

### Antiguas hipótesis

Mapa de la gobernación española de la Terra Australis (1539-1555). Posteriormente, fue incorporada a la gobernación de Chile.

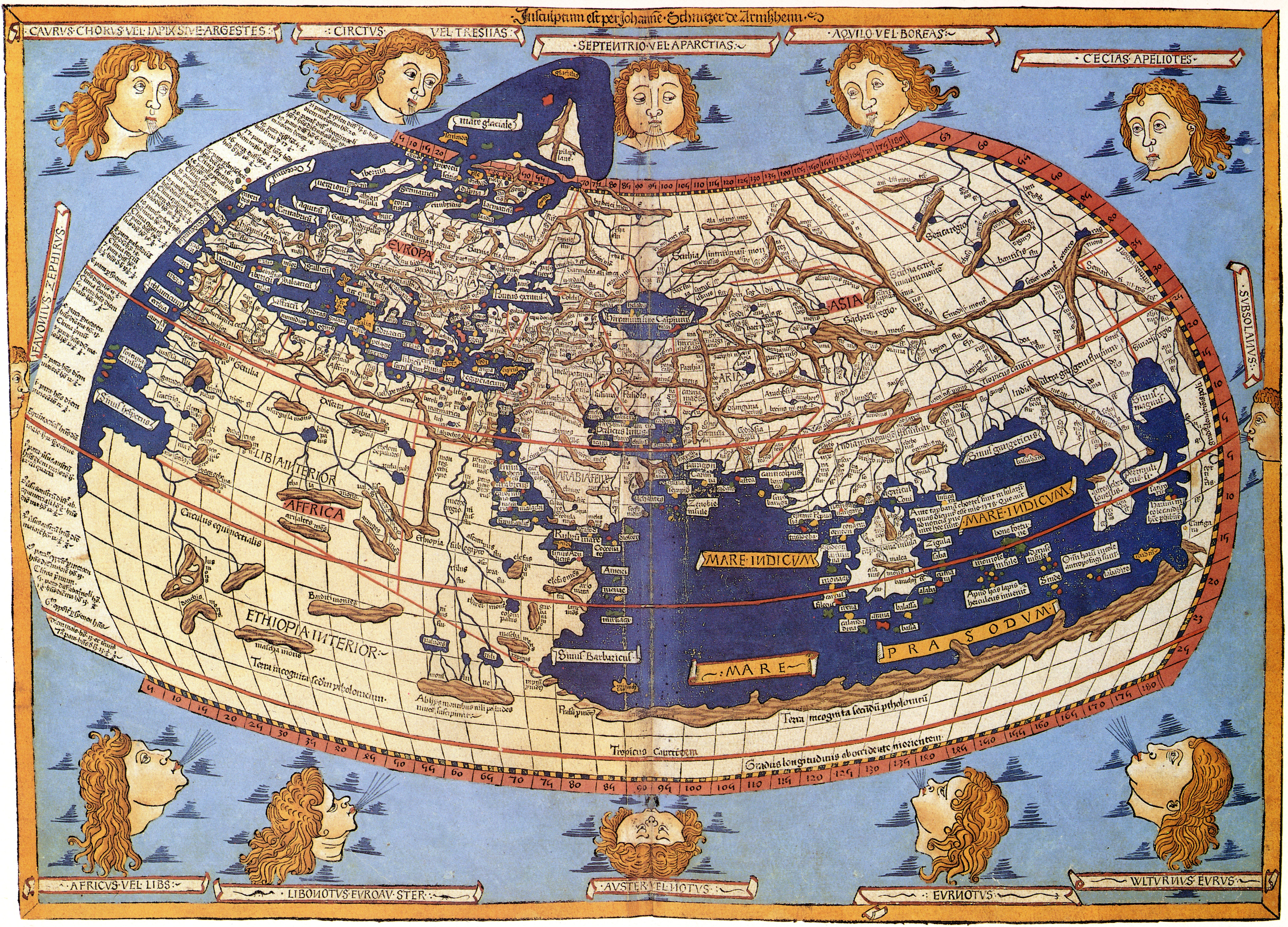
Mapamundi antiguo de origen grecorromano, según Claudio Ptolomeo; nótese como en la antigüedad se suponía que las tierras del polo sur eran continuación del África, entonces llamada «Libia» por los grecolatinos.

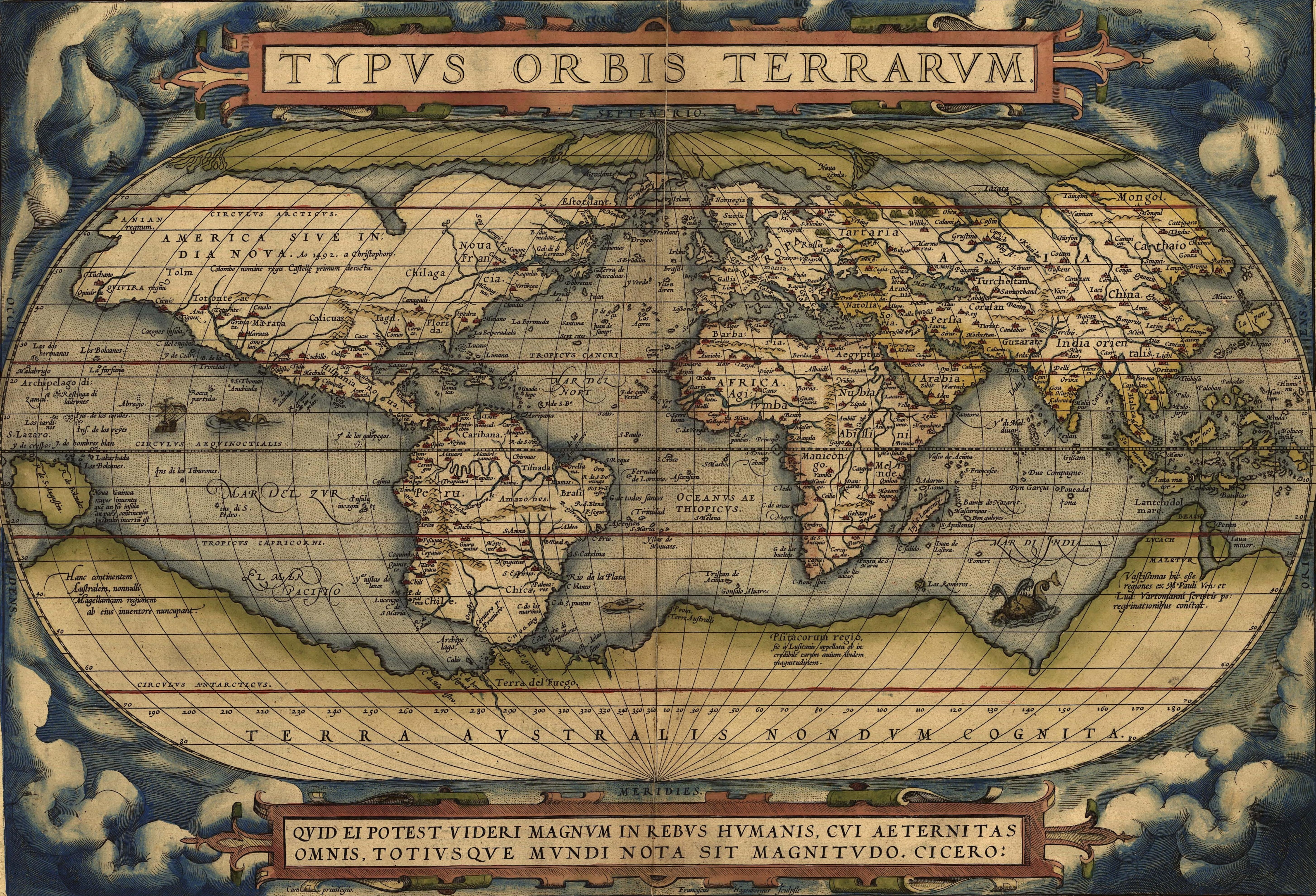
Mapamundi de Abraham Ortelius (1570). En el sur la «Terra Australis Incognita».

Si bien existen registros de que los primeros avistamientos de la Antártida ocurrieron a comienzos del siglo XVI y, con más fuerza a partir del siglo XIX, ya desde el siglo I, con la hipótesis del astrónomo Claudio Ptolomeo sobre la probable simetría de las masas terrestres conocidas hasta entonces, persistía la creencia en un vasto continente ubicado en el extremo sur del planeta, y referido en latín como «Terra Australis Ignota», o «Tierra desconocida del Sur», cuya existencia servía de "equilibrio" para las tierras septentrionales de Europa, Asia y África del Norte.
En 1539, el rey de España Carlos V crea la gobernación de la Terra Australis a cargo de Pedro Sancho de la Hoz quien en 1540 traspasaría el título al conquistador Pedro de Valdivia.
En esa época solía emplearse la expresión «Terra Australis» para hacer referencia a los territorios descubiertos en el hemisferio sur de la Tierra. Fue así como Australia obtuvo su nombre, al considerarse que debía ser la masa terrestre más meridional. En la introducción de su libro A Voyage to Terra Australis (1814), el navegante británico Matthew Flinders ayudó a reforzar esta teoría:

No hay probabilidad de que algún otro cuerpo separado de tierra, o de extensión equivalente, sea descubierto en una latitud más meridional. El nombre Terra Australis seguirá describiendo la importancia geográfica de esta región y de su ubicación en el globo: posee antigüedad y, sin referirse a ninguna de las dos naciones demandantes, parece ser menos indeseable que cualquier otro nombre que pudiera haberse elegido.

Los mapas europeos del siglo XVIII seguían mostrando el hipotético territorio, hasta que la expedición del británico James Cook cruzó el círculo polar antártico entre 1773 y 1774, a bordo de los barcos HMS Resolution y HMS Adventure, acercándose a unos 120 kilómetros de la costa antártica en su travesía inicial. Sin embargo, se piensa que el primer avistamiento de la plataforma de hielo antártica no ocurrió hasta 1820, por la misma tripulación de Cook, capitaneada por los oficiales Fabian Gottlieb von Bellingshausen y Edward Bransfield, de la Armada Imperial Rusa y de la Marina Real británica, respectivamente; y por el cazador de focas estadounidense Nathaniel Palmer.

### Historia de la exploración
Entre 1599 y 1603, el marinero neerlandés Dirck Gerrits Pomp y la flota española compuesta por los barcos «Jesús María», «Nuestra Señora de la Visitación» y «Nuestra Señora de las Mercedes», al mando de Gabriel de Castilla, fueron los primeros europeos en avistar tierra antártica, concretamente, las islas Shetland del Sur a 64°S. Además, existen hipótesis sobre cómo el navío español «San Telmo» naufragó en costas antárticas, perdiéndose al sur del mar de Hoces cerca de la isla Livingston en el año 1819, por lo que su tripulación se convertiría en los primeros europeos en pisar suelo antártico. Posteriormente, una expedición conducida entre 1819 y 1821 por los rusos Fabian Gottlieb von Bellingshausen y Mijaíl Lázarev, a bordo de las corbetas «Vostok» y «Mirni», alcanzó un punto situado a 32 kilómetros de la Tierra de la Reina Maud además de registrar el avistamiento de una plataforma de hielo en las coordenadas 69°21′28″S 2°14′50″O / -69.35778, -2.24722, que luego habría de ser conocida como la barrera de hielo Fimbul. Esto ocurrió tres días antes de que Bransfield avistara tierra, y diez meses antes de que lo hiciera Palmer. Aunque existen registros que avalan que el explorador estadounidense John Davis realizó el primer desembarco en el continente antártico, lo cierto es que existen dudas en torno a la veracidad de dicho suceso. El desembarque más antiguo del que se tiene registro data de 1895, en el cabo Adare.
El 22 de enero de 1840, dos días después del hallazgo de la costa oeste de las islas Balleny, algunos integrantes de la expedición del francés Jules Dumont D'Urville arribaron a la isleta más elevada de un grupo de islas rocosas, a unos cuatro kilómetros del cabo Géodésie, en la costa de Tierra Adelia, donde recolectaron muestras de minerales, algas y animales. Tres días después, el 25 de enero, la denominada Expedición exploratoria de los Estados Unidos dio a conocer el descubrimiento de un «continente antártico al oeste de las islas Balleny» que finalmente pasaría a identificarse como la Tierra de Wilkes.

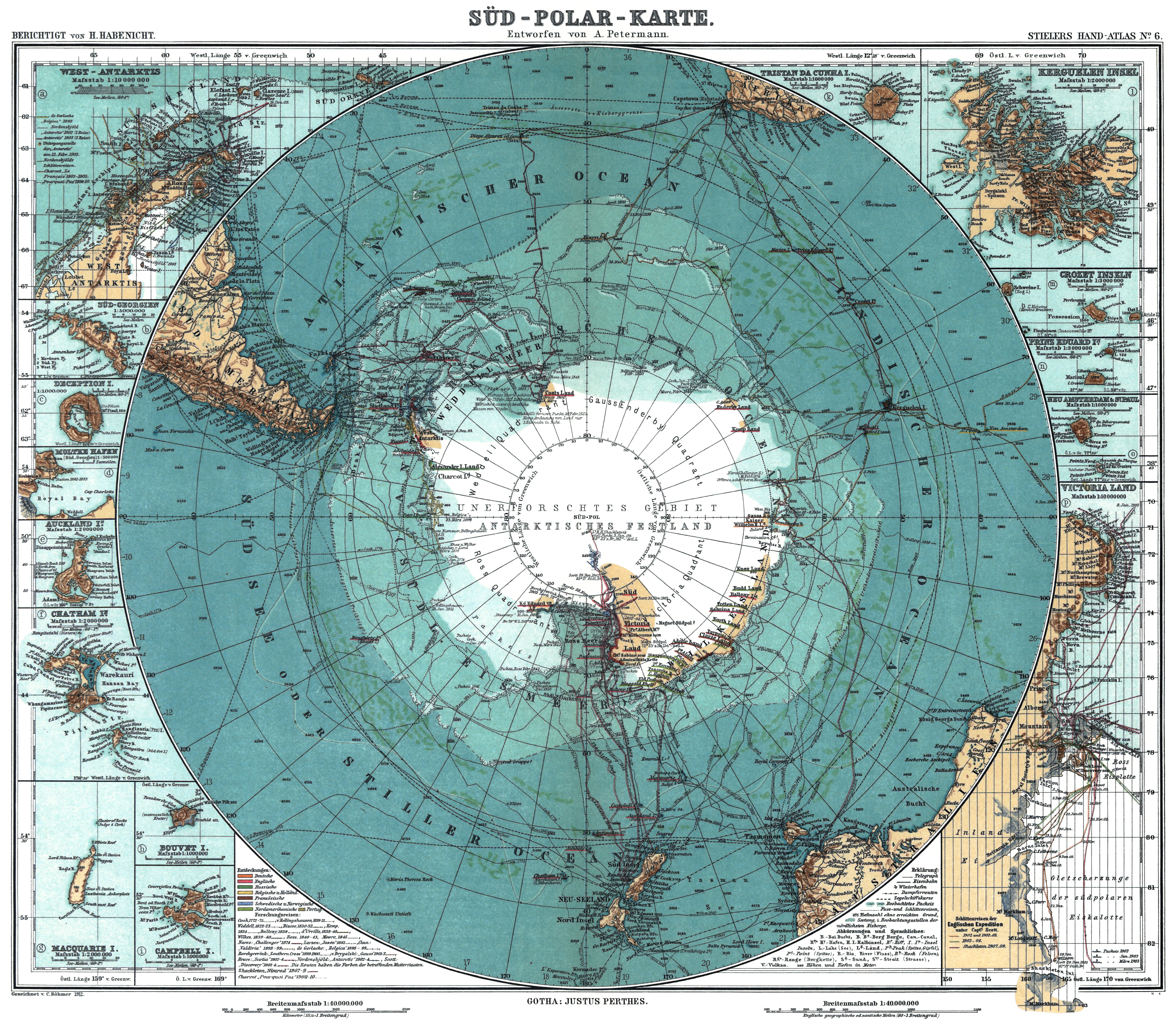
Mapa-esbozo de la Antártida realizado en 1912, las líneas negras zigzageantes aunque con tendencias convergentes trazadas en los océanos indican las rutas de las principales expediciones marinas hasta ese año.

Otros eventos importantes relacionados con el territorio antártico incluyen la expedición del británico James Clark Ross, que atravesó lo que se conoce como el mar de Ross y descubrió la isla de Ross en 1841. De manera similar, la barrera de hielo de Ross recibió ese nombre tras el paso del navegante, mientras que los nombres del monte Erebus y del monte Terror provienen de los barcos utilizados en dicha expedición. A finales de enero de 1853, el estadounidense Mercator Cooper desembarcó en la Antártida Oriental.
En 1900, el Reino Unido volvió a enviar una expedición a la Antártida, bajo el mando del capitán Robert Falcon Scott. La expedición fue popularmente conocida por el nombre de su navío, el Discovery. La expedición exploró el mar de Ross y la Tierra de Eduardo VII, y alcanzó el punto más meridional que ningún ser humano conocido había alcanzado hasta la fecha, cuando el 31 de diciembre de 1902 Scott, Ernest Shackleton y el doctor Edward Adrian Wilson alcanzaron la latitud 82°17′.
En 1902, el sueco Otto Nordenskjöld, el noruego Carl Anton Larsen y el argentino José María Sobral quedan atrapados en el continente, separados cada uno con su grupo expedicionario, cuando el buque Antarctic de la Expedición Antártica Sueca queda encallado. Tras sobrevivir al invierno antártico y posteriormente reagruparse, son rescatados en 1903 por la corbeta argentina Uruguay al mando del capitán argentino Julián Irizar.
Durante la expedición Nimrod dirigida por Ernest Shackleton en 1907, el equipo encabezado por Edgeworth David se convirtió en el primero en subir el monte Erebus y llegar al polo sur magnético. Douglas Mawson asumió el mando del equipo en su peligroso regreso del polo magnético, dirigiendo varias expediciones más hasta su retirada en 1931. Además, el propio Shackleton y otros tres miembros de su expedición fueron pioneros entre diciembre de 1908 y febrero de 1909: fueron los primeros seres humanos en atravesar la barrera de hielo de Ross, los primeros en atravesar las montañas Transantárticas (a través del glaciar Beardmore) y los primeros en pisar la meseta antártica.

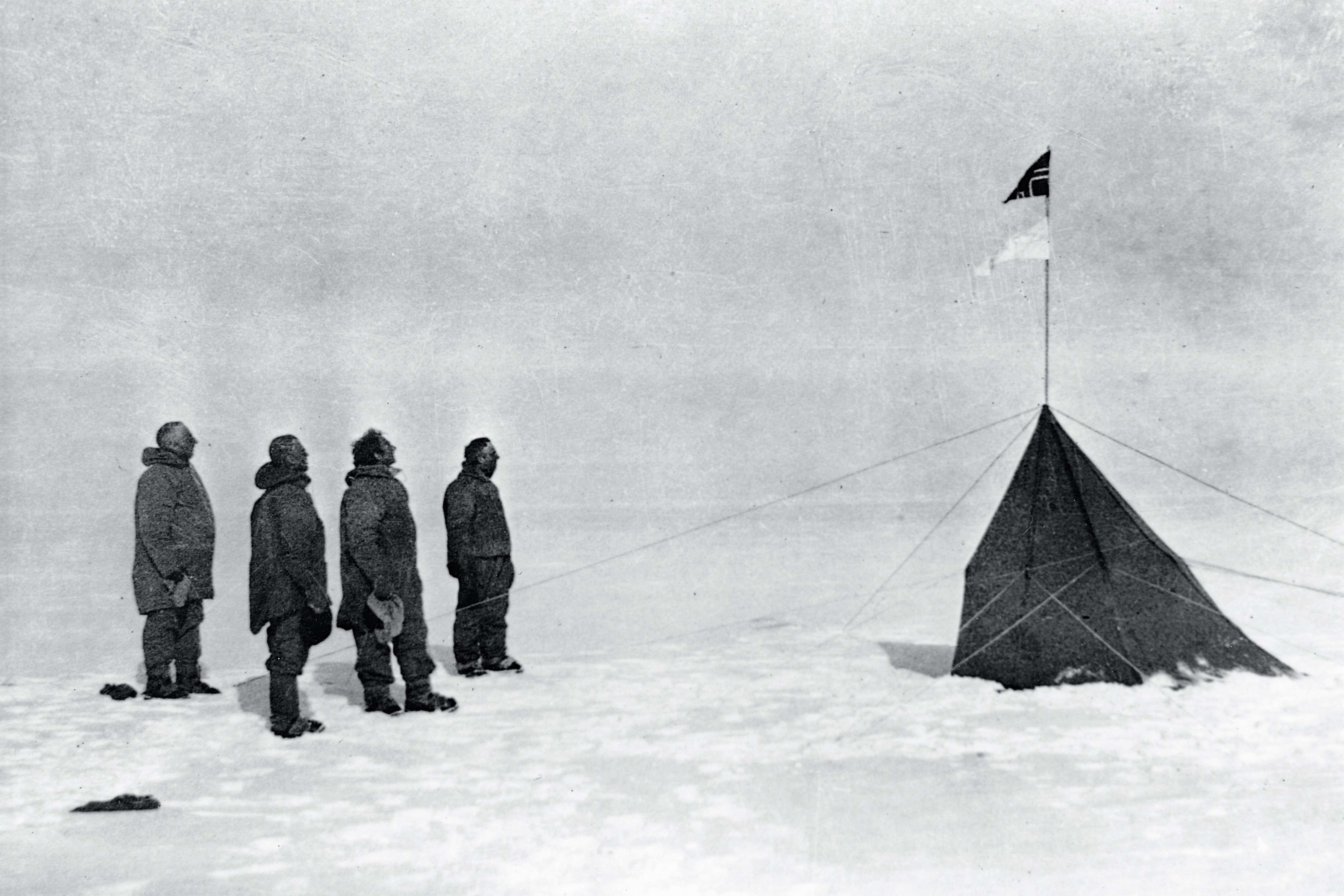
La expedición Amundsen en el polo sur geográfico el 14 de diciembre de 1911.

La expedición noruega del buque Fram, dirigida por Roald Amundsen, se convirtió en la primera en llegar al polo sur geográfico el 14 de diciembre de 1911, utilizando una ruta desde la bahía de las Ballenas y el glaciar Axel Heiberg. Un mes más tarde, el 17 de enero, la expedición Terra Nova de Scott que partió de la isla de Ross alcanza también el polo.
Richard Evelyn Byrd dirigió varios viajes en avión a la Antártida en las décadas de 1930 y 1940. Se le atribuye la implementación del transporte terrestre mecanizado en el continente y la realización de extensas investigaciones geológicas y biológicas. Las primeras mujeres que pusieron pie en la Antártida lo hicieron en la década de 1930 con Caroline Mikkelsen aterrizando en una isla de la Antártida en 1935, e Ingrid Christensen pisando el continente en 1937.
No fue hasta el 31 de octubre de 1956 cuando alguien pisó de nuevo el polo sur; ese día un grupo de la Armada de los Estados Unidos liderado por George J. Dufek aterrizó un avión con éxito. Las primeras mujeres que pisaron el polo sur fueron Pam Young, Jean Pearson, Lois Jones, Eileen McSaveney, Kay Lindsay y Terry Tickhill en 1969.
La primera persona en navegar sola en la Antártida fue el neozelandés David Henry Lewis, en 1972, en el barco de vela Ice Bird de diez metros.

## Geografía

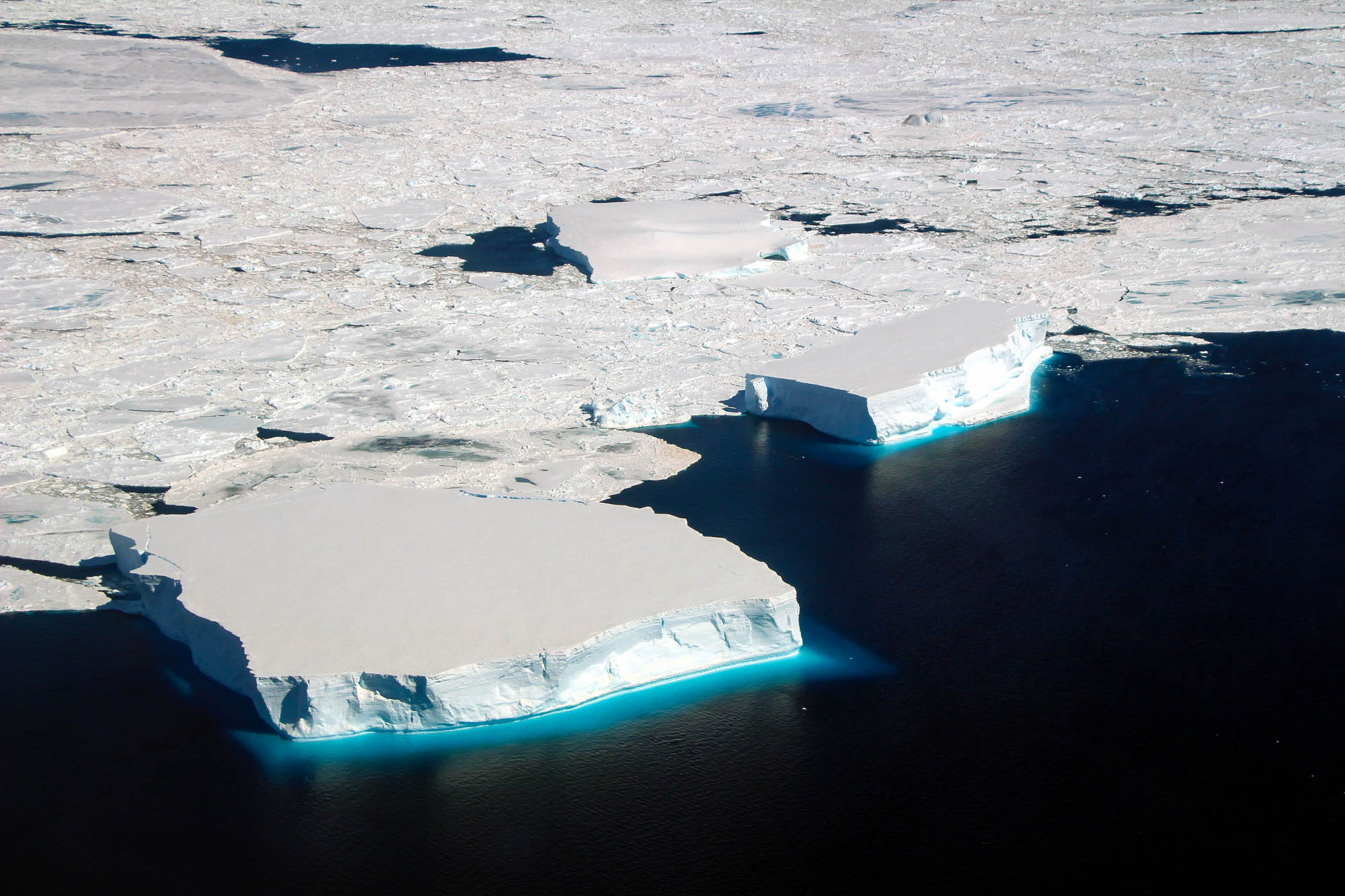
Barrera de hielo en el Mar de Weddell

La superficie total de la Antártida cubre un total de 14 millones de km², lo que se traduce en el cuarto continente más extenso, sensiblemente superior a Europa y Oceanía. Tiene una línea de costa de 17 968 km y sus formaciones de hielo son su principal característica. La Antártida se encuentra ubicada alrededor del polo sur de forma asimétrica y mayoritariamente en el interior del círculo polar antártico, lo que le convierte en el continente más meridional de todos. Asimismo, está rodeado por el océano mundial, que implica al Atlántico, Índico y Pacífico. Además, en el territorio también existen algunos ríos y lagos, como el río Onyx —el más largo con 32 km— o el lago Vostok, descubierto bajo la base del mismo nombre, que se trata del más grande de los subglaciales con 14 000 km². De este último se piensa que su cuerpo acuático se fue sellando durante 500 000 o un millón de años, pero un estudio publicado en 2006 teoriza que existen corrientes que mueven el líquido de un lago a otro. Existen al menos setenta lagos por todo el continente, aunque la cifra puede ser superior debido a que se estudia la posibilidad de que haya más bajo las capas de hielo.

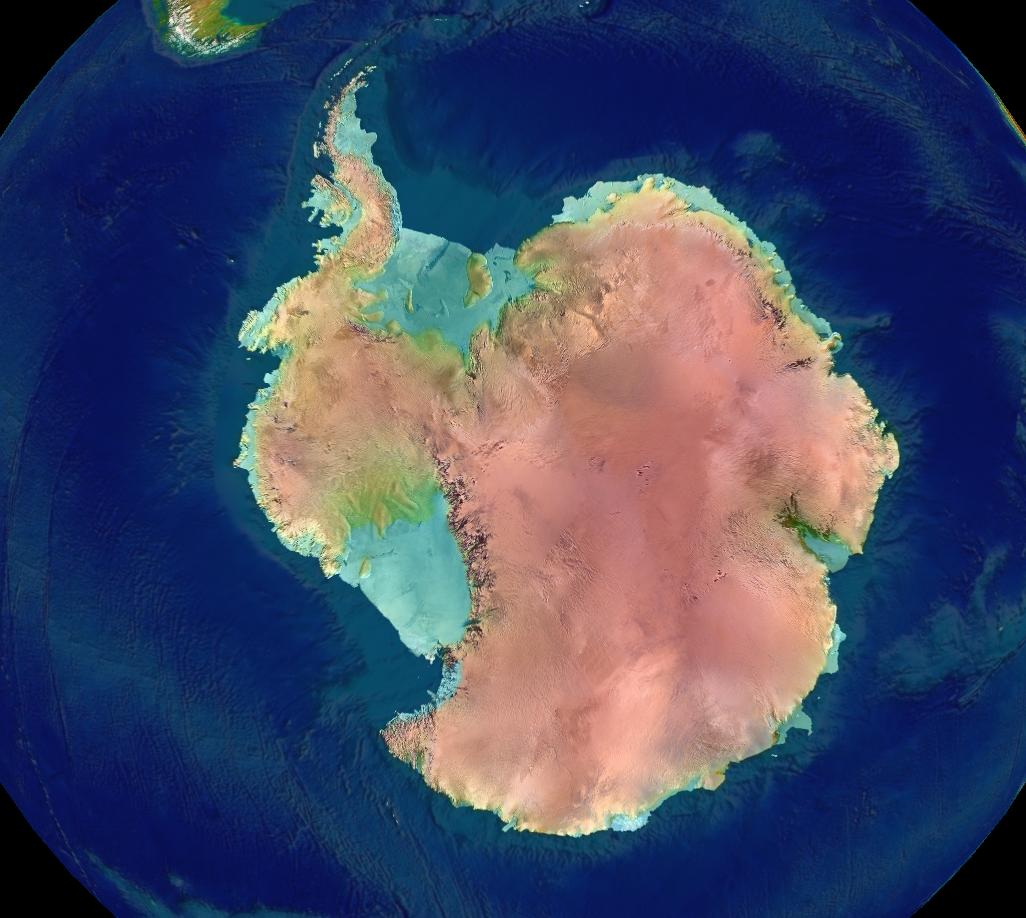
Mapa de la Antártida con el relieve en falso color (más intensidad de rojo implica una altitud mayor).

Las montañas Transantárticas dividen el continente cerca del «cuello» que se forma entre el mar de Ross y el de Weddell. La parte oeste al mar de Weddell y al este al de Ross es conocida como la Antártida Occidental (o Menor), mientras que la restante es la Antártida Oriental (o Mayor), porque corresponden aproximadamente a los hemisferios occidental y oriental según el meridiano de Greenwich. Alrededor del 98 % de su superficie está envuelta por la cubierta de hielo antártica, que tiene un espesor promedio de más de 1500 m De hecho, la región contiene aproximadamente el 90 % de hielo que hay en el mundo y en consecuencia el 70 % del agua dulce. Es más, si todo el hielo se fundiese, se estima que el nivel del mar aumentaría 61 m. La parte oeste está escondida bajo la cubierta de hielo de la Antártida Occidental, que ha causado preocupación debido a que estudios como el de la Universidad de Maine demuestran que hay posibilidades reales de que se desplome —con el consecuente aumento del nivel del mar— en un período geológicamente corto. Varias corrientes glaciares, que suponen alrededor del 10 % del hielo total, circulan hacia algunas de las numerosas plataformas de hielo que hay por el continente. Por su parte, el área este está revestido por la cubierta de la Antártida Oriental y es donde se encuentran las tierras de Coats, Enderby, Mac. Roberston, Reina Maud, Victoria y Wilkes.

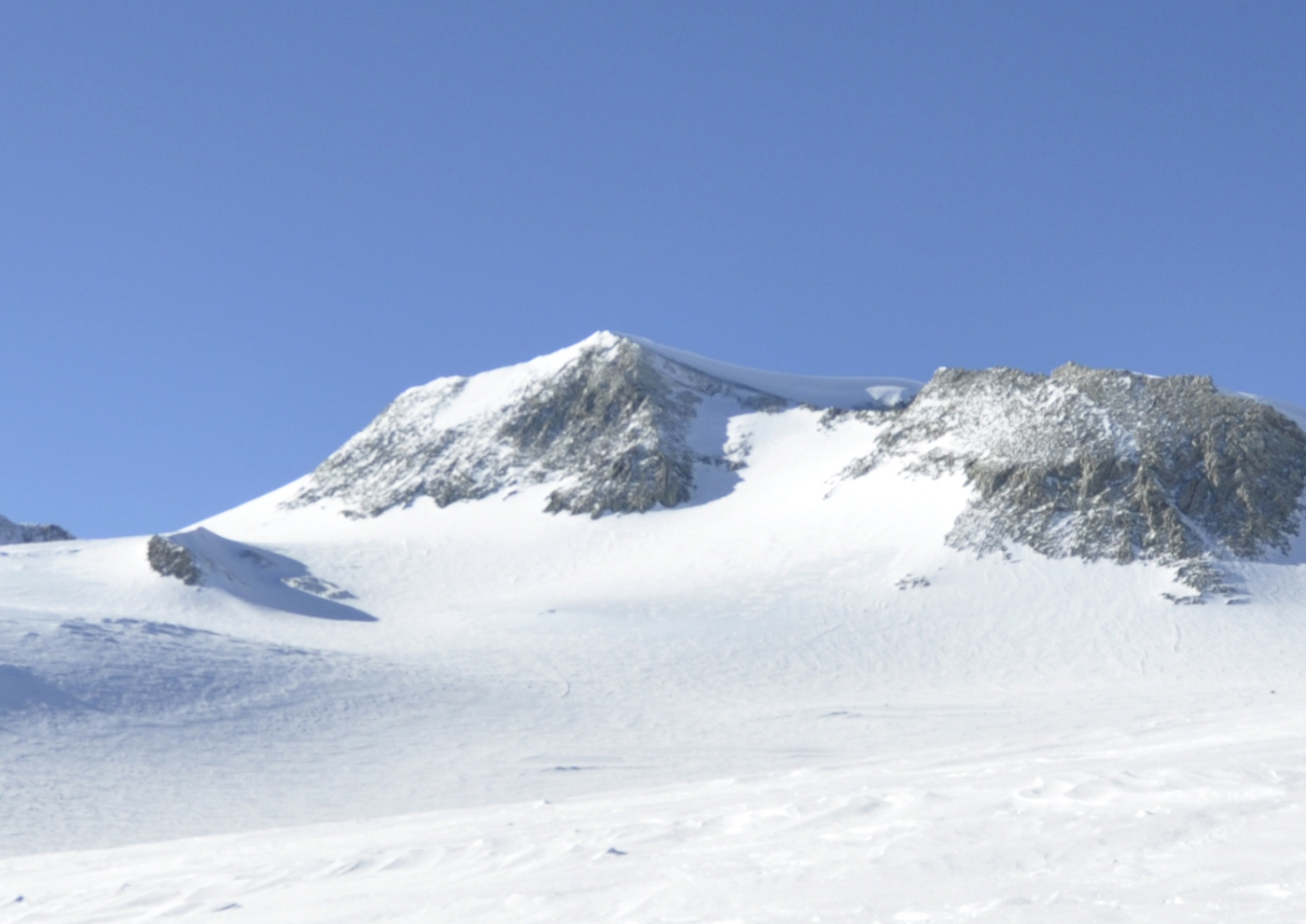
Vista del macizo Vinson, el punto más elevado del continente.

El macizo Vinson se localiza en los montes Ellsworth y es el punto más alto del territorio, ya que cuenta con una altitud de 4892 m. También existen más montañas, tanto en el continente como en las islas vecinas, como por ejemplo el Erebus en la isla de Ross, que es el volcán activo más austral. También existe otro volcán en la isla Decepción muy reconocido, ya que en 1970 entró en una erupción muy violenta. Desde entonces, con frecuencia se han observado numerosas erupciones —mucho más leves—, aunque todavía hay volcanes ocultos que pueden ser potencialmente activos, tal y como se demostró en 2004 con el descubrimiento de uno (aunque inactivo) bajo las aguas de la península antártica por parte de investigadores canadienses y estadounidenses. Por el contrario, el punto más bajo de la Antártida se encuentra en la fosa subglacial de Bentley a 2540 m de profundidad, lo que en total da una elevación media de 2300 m. Además de las ya mencionadas, la Antártida cuenta con varias islas o archipiélagos mayoritariamente concentrados en el área de la península antártica, como son la isla Alejandro I —la de mayor tamaño con 49 070 km²—, la Berkner, la Thurston o el archipiélago de las Orcadas del Sur.

### Clima

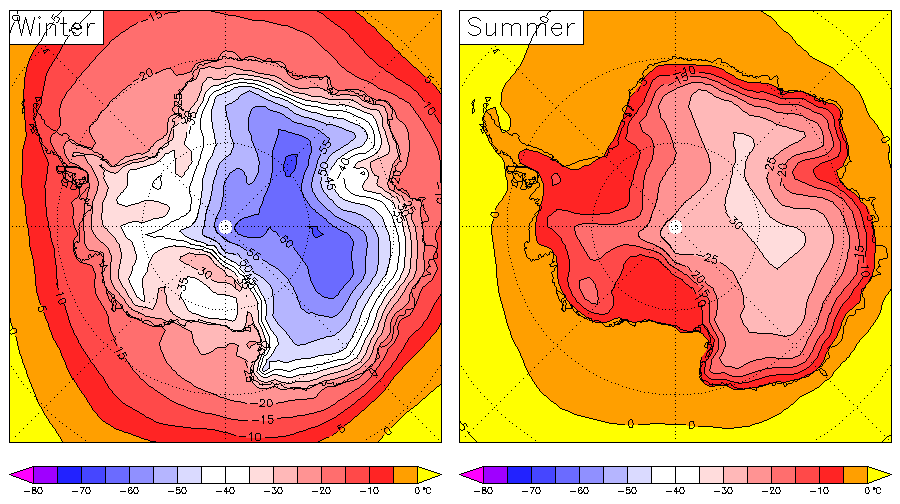
Temperatura de la Antártida durante las estaciones de invierno (izquierda) y verano (derecha).

La Antártida es el continente más frío de la Tierra y es ahí donde se registró la temperatura más baja desde que hay datos (-89.2 °C) el 21 de julio de 1983, en la base rusa —en aquel entonces soviética— de Vostok. Esta temperatura superó el récord de la anterior registrada el 24 de agosto de 1960, con un valor de -88.3 °C. Por comparar, el registro más extremo con el que contamos es -10.7 °C más frío que la sublimación del hielo seco a una atmósfera de presión parcial aunque, dado que el CO2 sólo compone el 0.039 % del aire, serían necesarias temperaturas inferiores a -140 °C para provocar nieve de hielo seco en la Antártida. Hay que mencionar que en 2010 mediante satélite se registró una temperatura más baja todavía, de -93.2 °C); sin embargo, esta pudo haber sido influenciada por las temperaturas del suelo y no se registró a 2.1 m sobre la superficie, tal y como se requiere para mantenerse en los registros oficiales. En 2018 se registraron -98 °C. En términos generales, el continente es un vasto desierto helado con escasas precipitaciones; de media, en el polo sur solo se registran 10 mm. Las mínimas suelen ser de alrededor de 80 °C bajo cero en el interior durante el invierno, mientras que las máximas suelen estar alrededor de los cero grados en la costa durante el verano. Asimismo, las quemaduras de sol son habituales en esta zona debido a que la superficie de nieve refleja los rayos ultravioleta que llegan desde la estrella. De hecho, la irradiancia solar es mucho mayor aquí que en el ecuador, ya que en algunos momentos del año hay períodos con el cielo totalmente despejado y luz continua —y otros de completa oscuridad—, lo que provoca climas a los que el ser humano no está acostumbrado a experimentar en la mayoría de partes del mundo.
Él área oriental es más fría que su contraparte occidental debido a que tiene una mayor elevación. Como consecuencia de los vientos catabáticos, los frentes raramente penetran muy en el interior del continente, de forma que lo dejan frío y seco —con una velocidad del viento moderada—. A pesar de las escasas precipitaciones en el centro del territorio, el hielo existente en el lugar permanece durante largos períodos. Por el contrario, en las áreas costeras y zonas exteriores a la meseta Antártica los vientos catabáticos ya mencionados son fuertes y las precipitaciones en forma de nieve son un fenómeno bastante común.

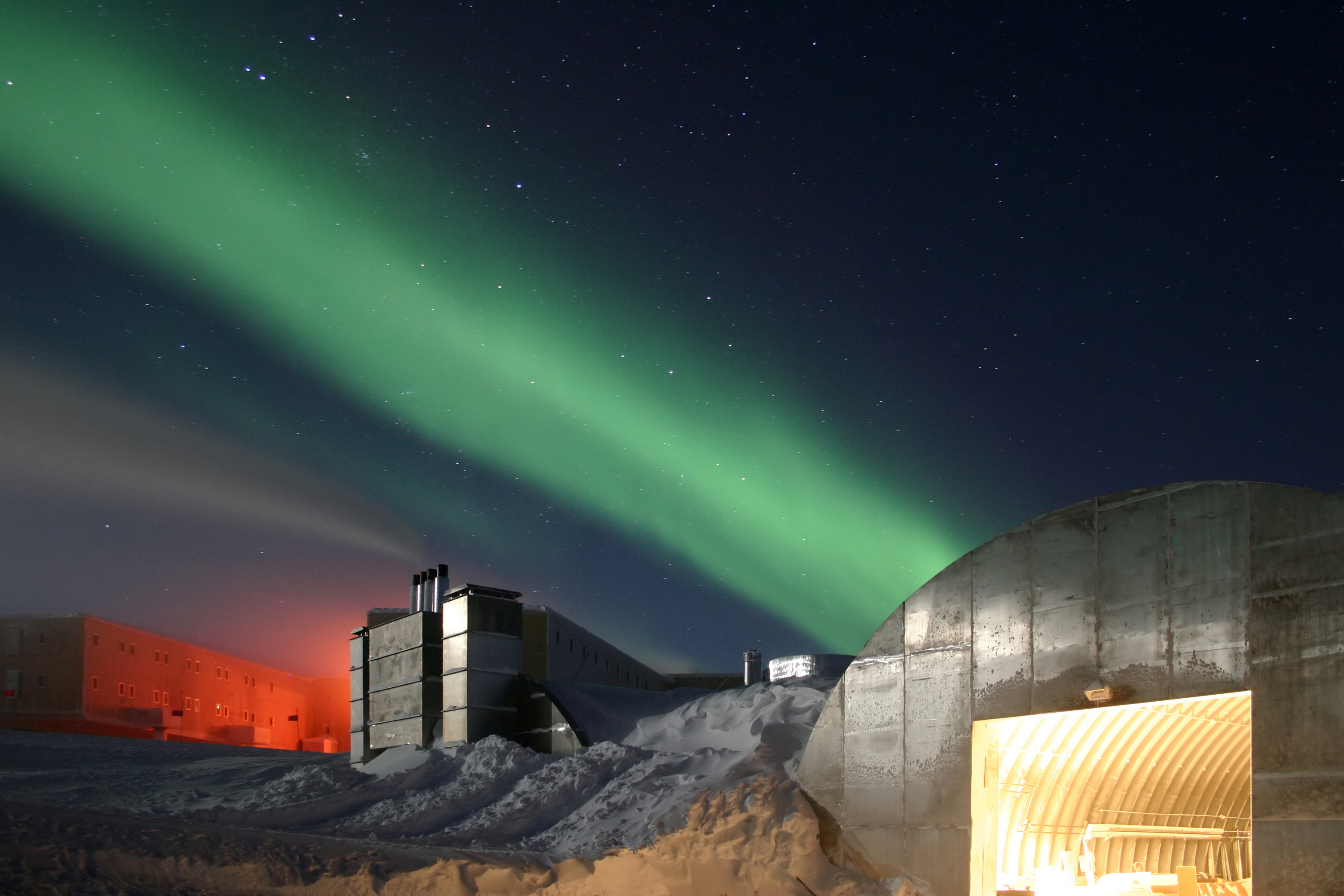
Aurora austral fotografiada desde la base antártica de Amundsen-Scott.

La Antártida es más fría que el Ártico por varios motivos. En primer lugar, muchas partes del continente se encuentran a más de 2000 m sobre el nivel del mar, por lo que la temperatura —al estar más altos en la troposfera— desciende. Por otro lado, el polo norte está cubierto por el océano Ártico, cuyo calor relativo se transfiere a través de la banquisa e impide temperaturas en esta región que alcancen los extremos de la superficie antártica. Finalmente, la Tierra se encuentra en el afelio —el planeta está más lejos del sol durante el invierno en el hemisferio sur— en julio, mientras que está en el perihelio —el planeta se encuentra más cerca del sol en el verano del hemisferio sur— en enero, lo que hace que esta distancia repercuta en un invierno antártico más frío, aunque los dos primeros efectos tienen más impacto.
La aurora austral es un resplandor que se puede observar en el cielo nocturno de la Antártida cuando se produce el contacto entre el viento solar y el campo magnético de la Tierra. Otros fenómenos que se hacen ver en el continente son los prismas de hielo, que son láminas heladas tan pequeñas que parece que forman una nube en el aire, o el parhelio, un fenómeno óptico que se produce cuando varias partículas de hielo reflejan la luz de forma dispersada.

## Geología

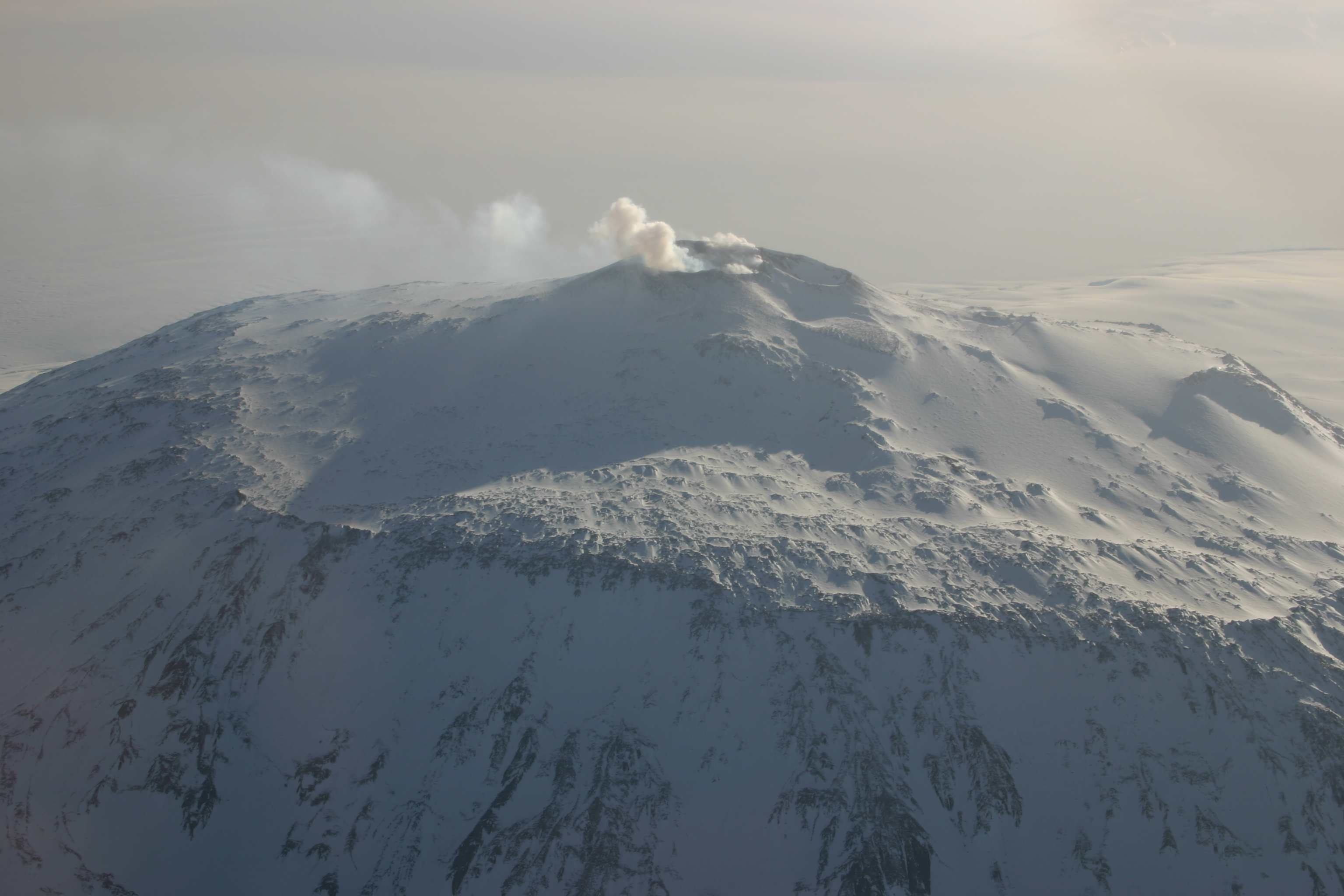
El monte Erebus, el más famoso volcán activo de la Antártida, se encuentra en la isla Ross del sector reclamado por Nueva Zelanda.

### Historia geológica y paleontología
Hace más de 170 millones de años, la Antártida formaba parte central del supercontinente Gondwana. Durante el Triásico y el Jurásico, Gondwana se desmembró gradualmente y la Antártida se formó, como la conocemos hoy en día, hace unos 25 millones de años. La Antártida no siempre fue fría, seca y con capas de hielo. En varios puntos de su larga historia, estaba más al norte, experimentaba un clima tropical o templado, estaba cubierto de bosques y habitada por varias formas antiguas de vida.

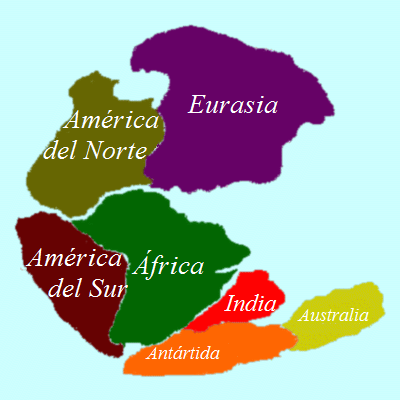
El supercontinente Pangea incluyendo la placa antártica (en color anaranjado) antes de que esta se fragmentara debido a la deriva continental o tectónica.

#### Era Paleozoica (540-250Ma)
Durante el período Cámbrico, Gondwana tenía un clima templado. La Antártida Occidental estaba parcialmente en el hemisferio norte, y durante este período se depositaron grandes cantidades de arenisca, caliza y lutita. La Antártida Oriental estaba en el ecuador, donde los invertebrados del suelo marino y los trilobites florecieron en los mares tropicales. Al comienzo del período Devónico (416 Ma), Gondwana estaba en latitudes más meridionales y el clima era más frío, sin embargo, se tiene conocimiento de fósiles de plantas terrestres desde ese momento. La arena y el limo se depositaron en lo que ahora son los montes Ellsworth, en las montañas Horlick y las montañas Pensacola. La glaciación comenzó al final del período Devónico (360 Ma), ya que Gondwana se centró en el polo sur y el clima se enfrió, aunque la flora permaneció. Durante el período Pérmico, la tierra fue dominada por plantas de semilla como Glossopteris, un pteridófito que creció en pantanos. Con el tiempo estos pantanos se convirtieron en depósitos de carbón en las montañas Transantárticas. Hacia el final del período Pérmico, el calentamiento continuo llevó a un clima seco, caliente sobre gran parte de Gondwana.

#### Era Mesozoica (250-66Ma)
Como resultado del calentamiento continuo, las capas de hielo polar se derritieron y gran parte de Gondwana se convirtió en un desierto. En el este de la Antártida, los helechos de semilla o pteridospermas se hicieron abundantes, y en ese momento se acumularon grandes cantidades de arenisca y pizarra. Los sinapsidos o terópsidos, comúnmente conocidos como "reptiles mamiferoides", eran comunes en la Antártida durante el Triásico Inferior e incluían formas como listrosaurios. La península Antártica comenzó a formarse durante el período Jurásico (206-146 Ma), y las islas se levantaron gradualmente fuera del océano. Los árboles Ginkgo, las coníferas, los bennettitales, las colas de caballo, los helechos y las cícadas fueron abundantes durante ese período. En la Antártida Occidental, los bosques de coníferas dominaron todo el período Cretáceo (146-66 Ma), aunque una especie de fagales se hicieron más prominente hacia el final de este período. Los amonites eran comunes en los mares alrededor de la Antártida, y los dinosaurios también estaban presentes, aunque solo tres tipos de dinosaurios antárticos (Cryolophosaurus y Glacialisaurus, de la Formación Hanson, y Antarctopelta) se han descrito hasta la fecha. Fue durante esta era que Gondwana comenzó a romperse.
Sin embargo, hay alguna evidencia de glaciación marina antártica durante el período Cretáceo.

#### Separación de Gondwana (160-23Ma)
El enfriamiento de la Antártida sucedió paso a paso, ya que la propagación continental cambió las corrientes oceánicas, igualando la temperatura de las corrientes ecuatoriales longitudinales con las corrientes latitudinales, que preservaron y acentuaron las diferencias de temperatura en latitud.
África se separó de la Antártida en el Jurásico, alrededor de 160 Ma, seguido por el subcontinente indio en el Cretácico inferior (aproximadamente 125 Ma). Al final del Cretácico, alrededor de 66 Ma, la Antártida (entonces conectada a Australia) aún tenía un clima y flora subtropicales, con una fauna marsupial. En la época del Eoceno, alrededor de 40 Ma Australia-Nueva Guinea se separaron de la Antártida, de modo que las corrientes latitudinales pudieron aislar la Antártida de Australia y el primer hielo empezó a aparecer. Durante la extinción Eoceno-Oligoceno hace unos 34 Ma, se ha encontrado que los niveles de CO2 son de aproximadamente 760 ppm, habiendo disminuido desde niveles de miles de ppm en épocas anteriores.
Alrededor de 23 Ma, el pasaje de Drake se abrió entre la Antártida y América del Sur, dando lugar a la corriente Circumpolar Antártica que aisló completamente el continente. Los modelos de los cambios sugieren que la disminución de los niveles de CO2 se hicieron más importantes. El hielo comenzó a extenderse, reemplazando los bosques que cubrían el continente.

#### Período Neógeno (23-2.59Ma)
Desde hace aproximadamente 15 Ma, el continente ha sido cubierto principalmente de hielo.

#### El bioma de la formación del desierto Meyer
Las hojas fósiles Nothofagus, en la formación del desierto Meyer, se observaron intermitentemente durante los períodos cálidos, lo que permitió que los Nothofagus se aferrasen a la cordillera Dominio hasta la época del Plioceno (hace unos 3-4 Ma). Después de eso, la edad de hielo del Pleistoceno cubrió todo el continente y destruyó toda la vida vegetal.

### En la actualidad
El estudio geológico de la Antártida ha sido muy difícil por todo el continente, debido a la gruesa capa de hielo que lo cubre permanentemente. Sin embargo, nuevas técnicas como la detección remota, el radar de sondeo terrestre y las imágenes de satélite han comenzado a revelar las estructuras bajo el hielo.
Geológicamente, la Antártida Occidental se parece mucho a la cordillera de los Andes de América del Sur. La península Antártica se formó por metamorfismo y elevación de los sedimentos del lecho marino durante las eras Paleozoica tardía y la Mesozoica temprana. Este levantamiento de sedimentos fue acompañado por roca ígnea y roca volcánica. Las rocas más comunes en la Antártida Occidental son la andesita y riolita volcánica formadas durante el período Jurásico. También hay evidencia de actividad volcánica, incluso después de que la capa de hielo se hubiese formado, en la Tierra de Marie Byrd y la isla Alejandro I. La única área anómala de la Antártida Occidental es la región de los montes Ellsworth, donde la estratigrafía es más similar a la Antártida Oriental.
La Antártida Oriental es geológicamente variada, que data del supereón Precámbrico, con algunas rocas formadas hace más de 3000 millones de años. Se compone de roca metamórfica e ígnea que es la base del escudo continental. Encima de esta base, está el carbón y varias rocas modernas, tales como la arenisca, la caliza y el esquisto, establecidas durante los períodos Devónico y Jurásico para formar las montañas Transantárticas. En zonas costeras como la cordillera Shackleton y la Tierra de Victoria se han producido algunas fallas.
El principal recurso mineral conocido en el continente es el carbón. Fue registrado por primera vez cerca del glaciar Beardmore por Frank Wild en la Expedición Nimrod, y ahora se descubrió carbón de baja calidad en muchas zonas de las montañas transantárticas. Las montañas del Príncipe Carlos contienen depósitos significativos de hierro. Los recursos más valiosos de la Antártida se encuentran en alta mar, los yacimientos de petróleo y gas natural que se encuentran en el Mar de Ross descubiertos en 1973. La explotación de todos los recursos minerales están prohibidos hasta 2048 por el Protocolo al Tratado Antártico sobre Protección del Medio Ambiente.

## Biodiversidad

### Flora y hongos
En su mayoría, la flora está compuesta por briofitas, como por ejemplo las aproximadamente cien especies de musgos. Por otro lado, las hepaticofitas forman alrededor de 25 especies, mientras que solo hay constancia de la existencia de tres de plantas vasculares, que están asentadas mayoritariamente en la península antártica: Deschampsia antarctica (hierba pilosa antártica), Colobanthus quitensis (clavel antártico) y la no nativa Poa annua (poa anual).
Por otra parte, se han registrado alrededor de 1150 especies de hongos, que se dividen entre 750 que no tienen forma de liquen y 400 que sí. Asimismo, muchos de ellos son cryptoendolitos, debido a la evolución de las especies bajo condiciones extremas, que han contribuido significativamente a moldear las formaciones rocosas de los valles secos de McMurdo y las crestas colindantes. La morfología aparentemente simple, con escasas diferencias estructurales, las enzimas y sistemas metabólicos en funcionamiento a temperaturas bajas, y los reducidos ciclos de vida mostrados por cada hongo hacen que sean particularmente aptos para ambientes con condiciones climáticas severas como es el caso de McMurdo. En concreto, sus gruesas paredes y células repletas de melanina los hacen resistentes a la radiación ultravioleta. Esas características pueden ser observadas también en algas y cianobacterias, y sugieren que se trata de adaptaciones a las condiciones dominantes en la Antártida. Toda esta situación ha llevado a la especulación de que si en Marte ha habido vida alguna vez, esta hubiese sido similar a la de los hongos antárticos. Por otro lado, algunos estudios apuntan que existen organismos de este tipo endémicos del continente.

### Fauna y otros organismos

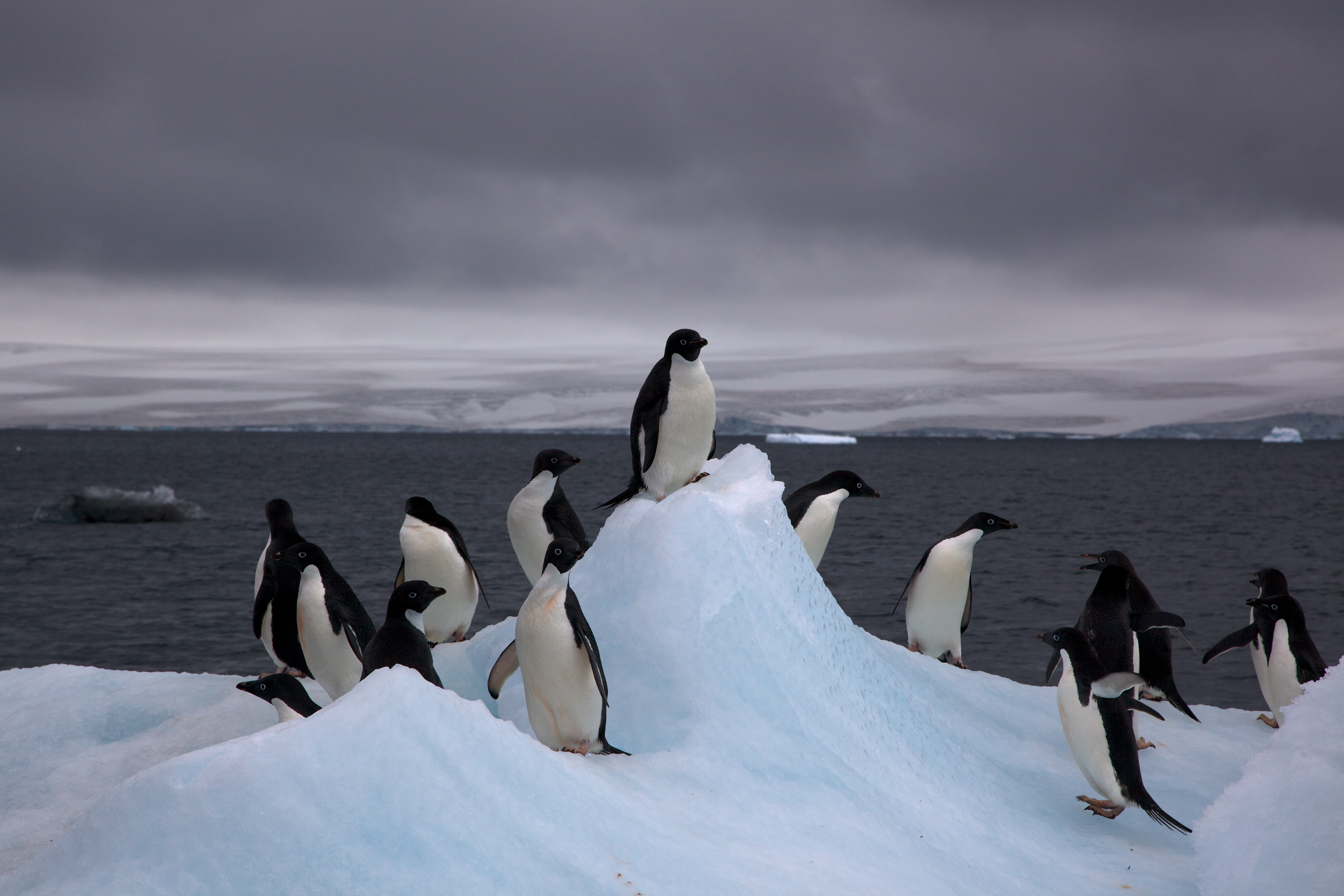
Pingüinos Pygoscelis adeliae en la Antártida.

Muy pocos son los vertebrados terrestres que viven en la Antártida y aquellos que sí lo hacen se encuentran únicamente en las islas subantárticas. Entre las especies de invertebrados que nos podemos encontrar se hallan los seres microscópicos, a destacar el Alaskozetes antarcticus, piojos, nematodos, tardígrados, rotíferos, kril y colémbolos, como el Cryptopygus antarcticus. El Belgica antarctica, un nematócero no volador que puede medir hasta 6 mm, es el animal meramente terrestre más grande de la Antártida. Por su parte, el petrel níveo es una de las tres únicas aves que se alimentan exclusivamente en el continente.
Algunas especies de animales marinos dependen, directa o indirectamente, del Fitoplancton. Entre la vida marina antártica se incluyen pingüinos, ballenas azules, orcas, calamares o pinnípedos. El pingüino emperador es el único pingüino que se alimenta en la Antártida durante el invierno, mientras que el adelaida es capaz de hacer lo propio más al sur que ningún otro. Por su parte, el pingüino de penacho amarillo tiene unas distintivas plumas alrededor de los ojos, y es el más pequeño de todos los crestados. Otros pingüinos que obtienen alimento en el continente son el pingüino rey, el barbijo o el gentú.

## Población

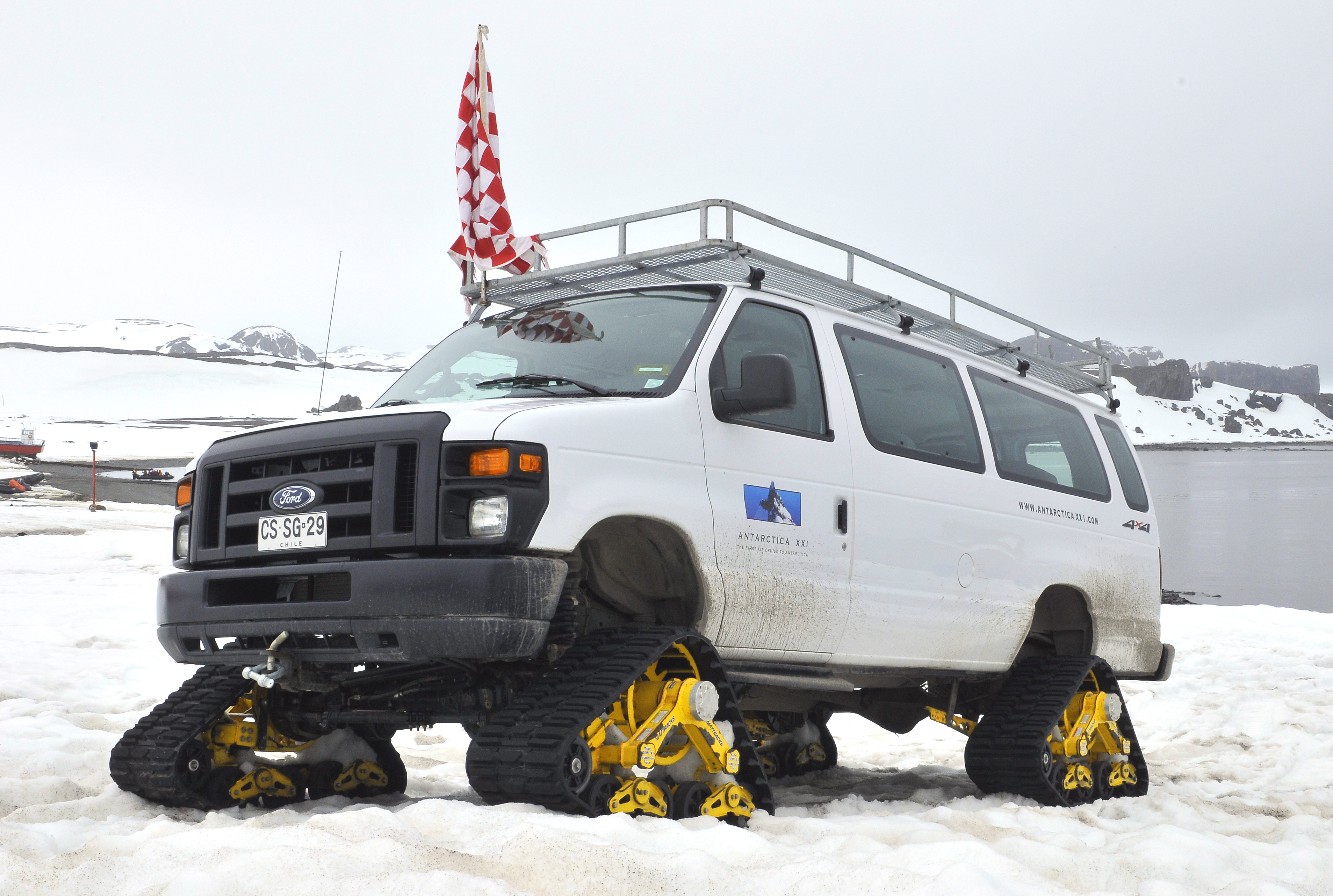
Furgoneta adaptada para la nieve en la península Fildes, isla del Rey Jorge (o 25 de Mayo), en las islas Shetland del Sur.

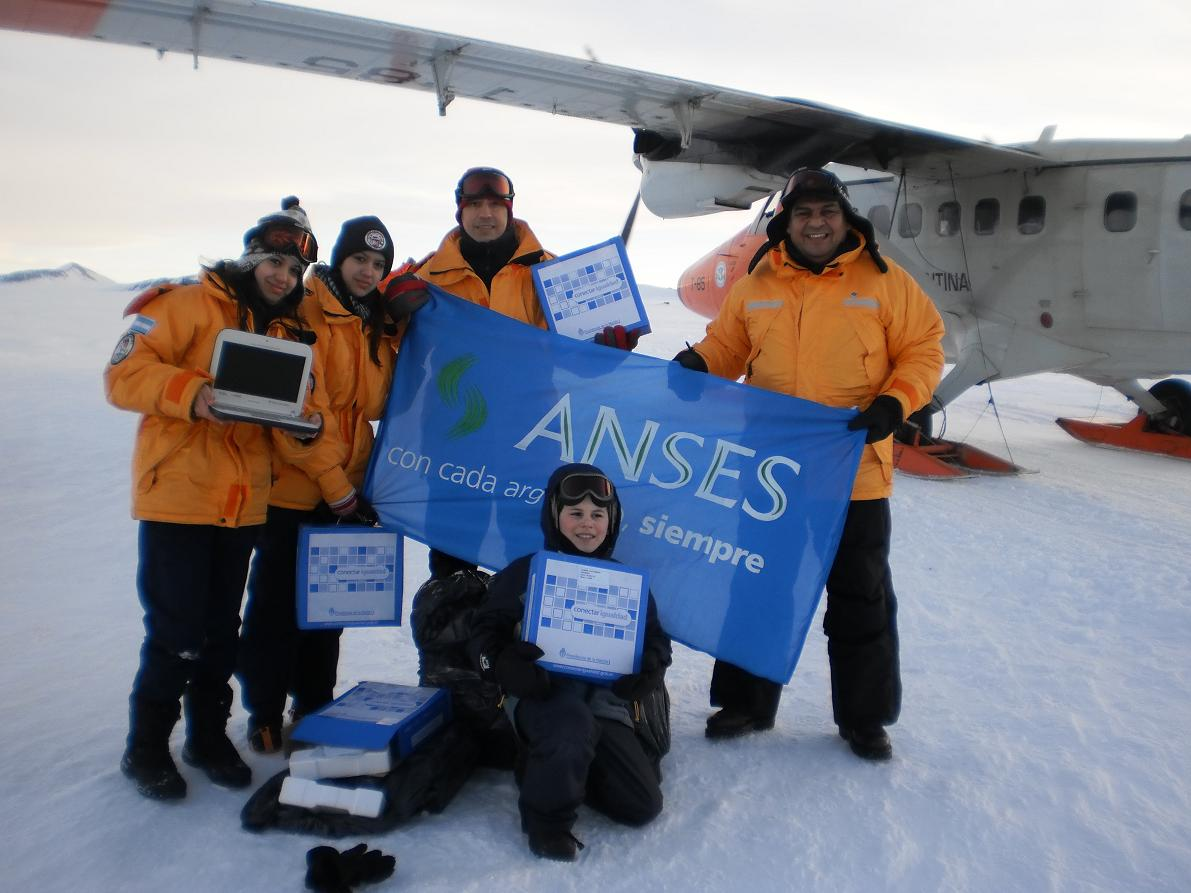
Niños, adolescentes y profesores de la escuela de Base Esperanza, en el extremo norte de la península Antártica.

Varios gobiernos mantienen estaciones permanentes de investigación tripuladas en el continente. El número de personas que llevan a cabo y apoyan la investigación científica y otros trabajos en el continente y sus islas cercanas varía entre 1000 en invierno y alrededor de 5000 en verano, lo que le da una densidad de población entre 70 y 350 habitantes por millón de kilómetros cuadrados en estos momentos. Muchas de las estaciones cuentan con personal durante todo el año, el personal de invierno que normalmente llega de sus países de origen para una asignación de un año.
Los primeros habitantes semipermanentes de las regiones cercanas a la Antártida (zonas situadas al sur de la convergencia antártica) fueron los cazadores de focas británicos y estadounidenses que solían pasar un año o más en Georgia del Sur, a partir de 1786. Durante la época ballenera, que duró hasta 1966, la población de esa isla varió de más de 1000 en verano (más de 2000 en algunos años) a unos 200 en invierno. La mayoría de los balleneros eran noruegos, con una proporción creciente de británicos. Los asentamientos incluyeron Grytviken, Puerto Leith, base King Edward Point, Stromness, Husvik, puerto del Príncipe Olav, puerto Nueva Fortuna y Buen Arroyo. Los gerentes y otros oficiales superiores de las estaciones balleneras a menudo vivían juntos con sus familias. Entre ellos estaba el fundador de Grytviken y la Compañía Argentina de Pesca, el capitán Carl Anton Larsen, un destacado ballenero y explorador noruego que, junto con su familia.
En las primeras décadas del siglo XX se producen los dos primeros nacimientos de la zona antártica. El noruego Fridthjof Jacobsen se asentó en Grytviken, isla San Pedro del archipiélago Georgia del Sur desde 1904 para trabajar en la administración de la estación ballenera de la cual fue director entre 1914 y 1921. Jacobsen y su esposa Klara Olette Jacobsen tuvieron a dos de sus hijas en la isla. El 8 de octubre de 1913 nace Solveig Gunbjörg Jacobsen y el nacimiento fue registrado por James Wilson oficial judicial británico de las islas y se convierten en el primer nacimiento al sur de la convergencia antártica.
El primer nacimiento en el continente tiene lugar en 1978 en base argentina Esperanza ubicada en la península antártica. Se trata de Emilio Marcos Palma, nacido el 7 de enero. Su nacimiento es el más austral que se registra en la historia. También es el único hombre de quien se sabe que nació por primera vez en el continente. Por tales motivos, está registrado en el Libro Guinness de Récords. María de las Nieves Delgado fue la primera niña antártica, nacida en la Base Esperanza el 27 de marzo de 1978, hija de Juana Paula Benítez de Delgado y el sargento cocinero Néstor Antonio Delgado. Para 1980 habían nacido seis niños más en la base: Rubén Eduardo de Carli (21 de septiembre de 1979), Francisco Javier Sosa (11 de octubre de 1979), Silvina Analía Arnouil (14 de enero de 1980), José Manuel Valladares Solís (24 de enero de 1980), Lucas Daniel Posse (4 de febrero de 1980) y María Sol Cosenza (3 de mayo de 1983).
El gobierno de Chile, que reclama la soberanía del mismo territorio, seis años más tarde también envió a ciudadanos chilenos para tener su propio «bebé antártico». El 21 de noviembre de 1984, Juan Pablo Camacho nació en la Base Presidente Eduardo Frei Montalva, convirtiéndose así en el primer chileno oriundo de la Antártida y a diferencia de Emilio, fue el primero en ser concebido en el mismo continente. Luego nacieron otros dos antárticos chilenos, Gisella Cortés Rojas nacida el 2 de diciembre de 1984 y el último de ellos, Ignacio Alfonso Miranda Lagunas, nacido el 23 de enero de 1985, que hasta el momento es el nacimiento antártico más reciente.

## Recursos mineros
La presencia de muchos recursos mineros ha sido revelada por estudios geológicos detallados. Se han verificado la existencia de yacimientos de carbón. Los montes Transantárticos contienen parte de lo que puede ser el manto carbonífero más grande del mundo y existen grandes reservas de hierro en los montes Príncipe Carlos, cerca de la costa de la Antártida Oriental; Un líquido de color rojo se derrama en las Cascadas de Sangre del glaciar Taylor, durante mucho tiempo se creyó que el color se debía a la presencia de algas rojas aunque luego se ha descubierto que se debe a la presencia de altas dosis de óxido de hierro. También se ha descubierto antimonio, cromo, oro, molibdeno, uranio, petróleo —este en las zonas litorales de la Antártida Occidental— y diamantes; pero hasta el momento ha sido antieconómico explotarlos como también potencialmente dañino para el frágil medioambiente. Las condiciones climáticas, la gruesa capa de hielo, y las restricciones del Tratado Antártico mantienen muy limitadas las prospecciones. En 1990 se acordó prohibir la explotación minera por 50 años.

## Religión
Una iglesia ortodoxa -la iglesia de la Santa Trinidad, abierta en 2004 en la Base Bellingshausen- es atendida durante todo el año por uno o dos sacerdotes, que también rotan cada año. También existen iglesias católicas atendidas permanentemente, como las que se encuentran en las bases argentinas. La más austral de ellas es la Capilla de Nuestra Señora de las Nieves, en la Base Belgrano II, en el Nunatak Bertrab, a solo 1300 km del polo sur. También en una base argentina, en las Islas Orcadas del Sur, ofició la primera misa católica en la Antártida el jesuita español P. Felipe Lérida, nacido en Almarza (Soria) en 1882.

## Turismo

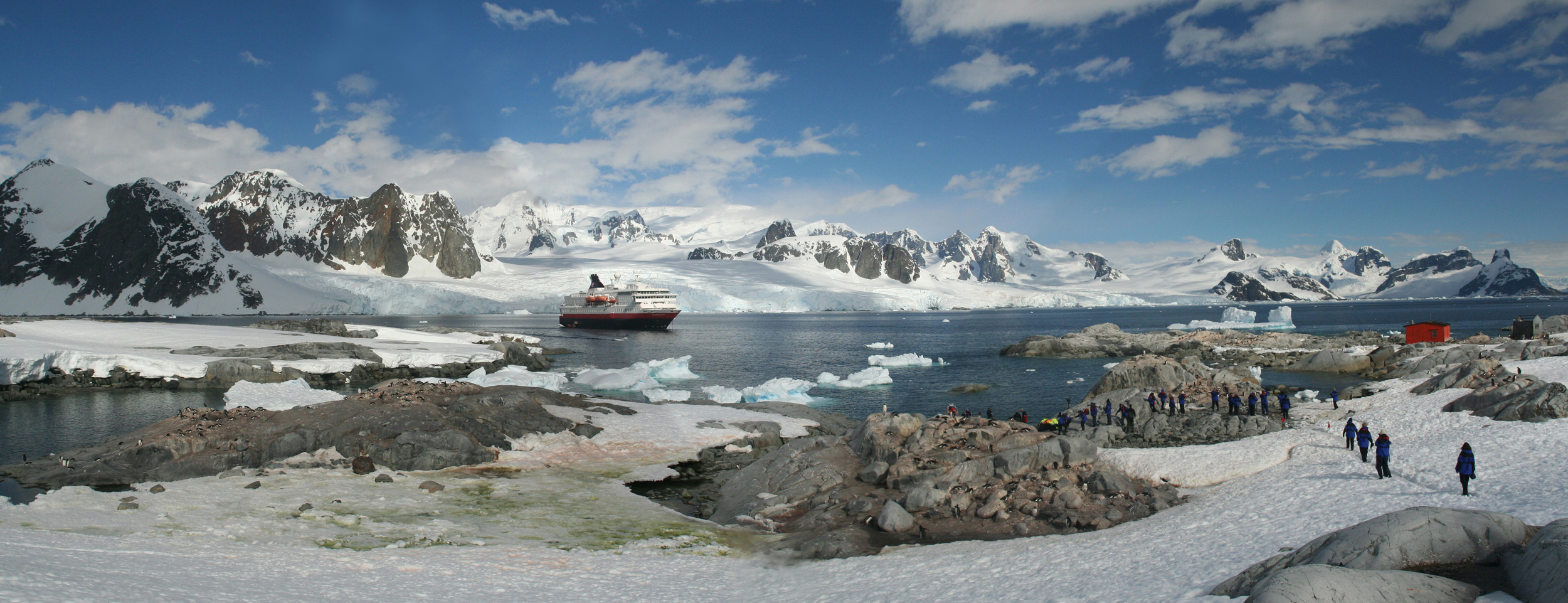
Crucero y turistas en la Antártida

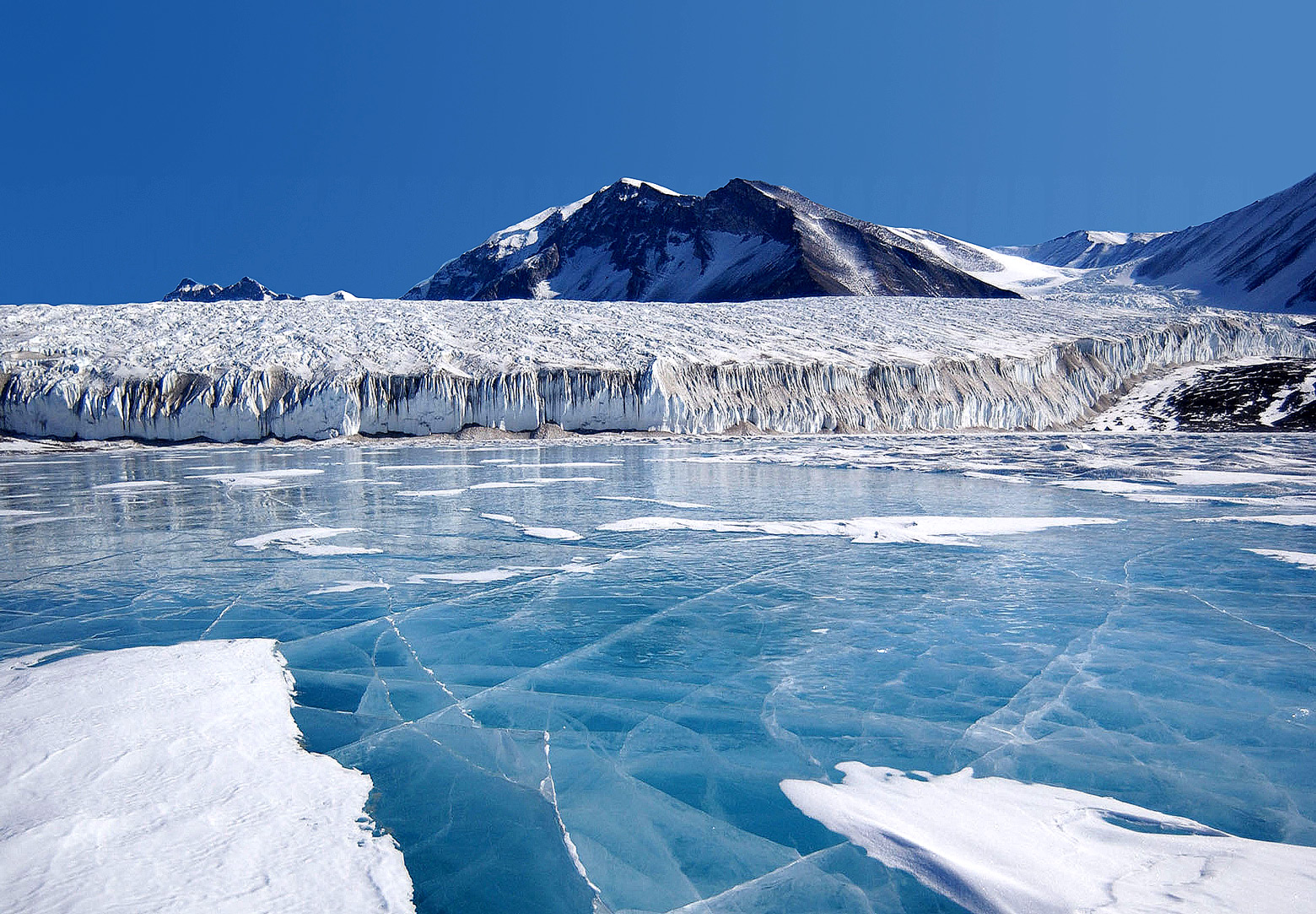
El hielo azul cubriendo el lago Fryxell, en los montes Transantárticos, procede de los glaciares de agua de deshielo del glaciar Canadá y otros glaciares más pequeños.

La Antártida, el último continente de la Tierra en ser descubierto y el más riguroso y exótico, recibe turismo desde los años 1950, aunque el turismo regular se viene desarrollando desde la segunda mitad de la década de 1960, cuando la empresa estatal naviera ELMA inaugura los cruceros turísticos al sector antártico reclamado por la Argentina; en la actualidad son bastante frecuentes los cruceros que utilizan, como última escala preantártica, Ushuaia y las Malvinas, cruceros que son, casi siempre y hasta el presente, de cabotaje, visitando por mar las costas y bases de la península antártica y la gran multitud de archipiélagos anexos, por ejemplo las Antillas del Sur.
Punta Arenas, capital de la Región de Magallanes, en el sur de Chile, busca transformarse en la «puerta de entrada al continente antártico», teniendo como base esta ciudad, de la que parten diversas compañías de cruceros antárticos y vuelos directos a través de Aerovías DAP, los cuales conectan directamente el continente americano con la Antártida.

## Investigación

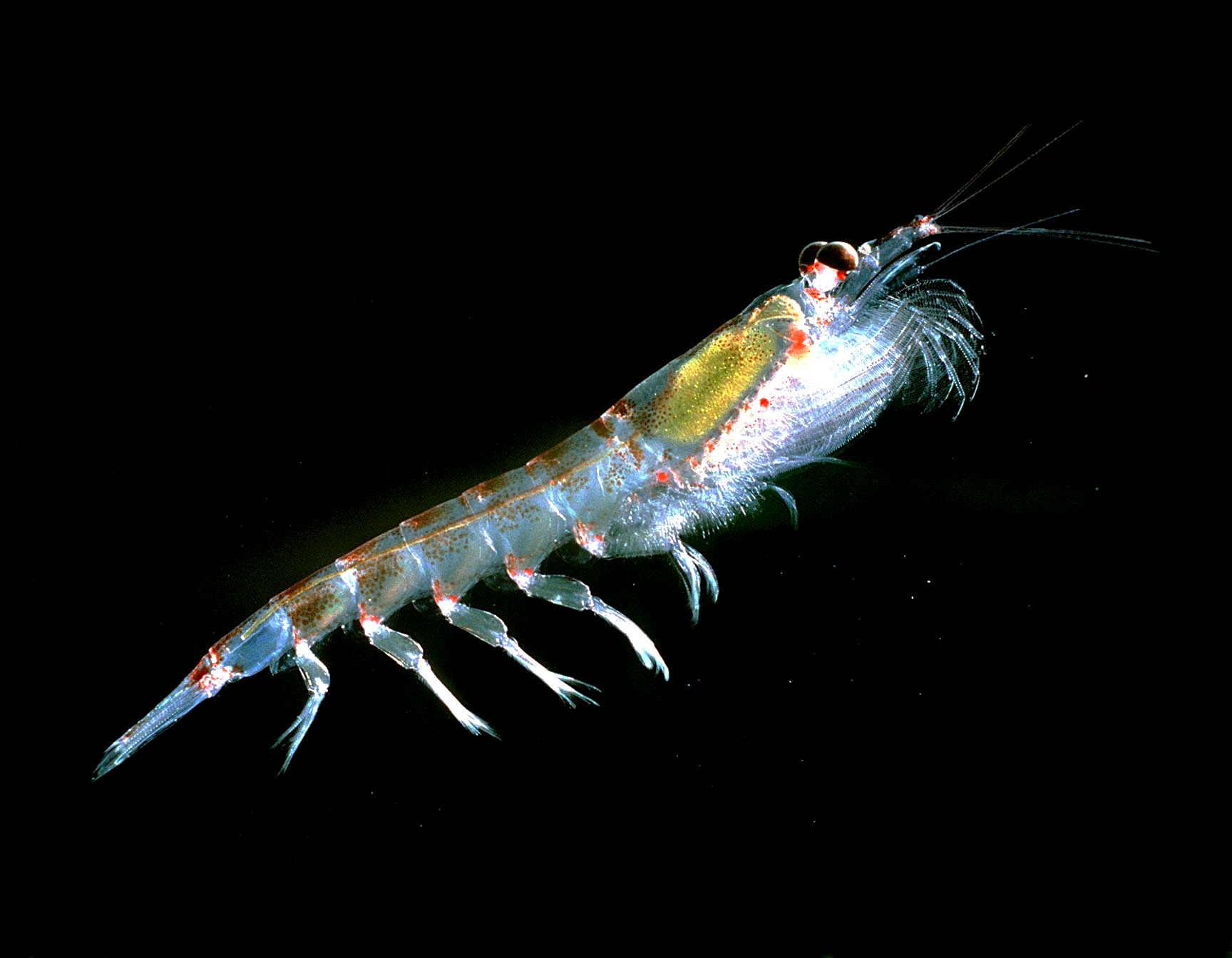
Kril antártico (Euphausia superba)

A raíz del Tratado Antártico prácticamente (al menos formalmente) todas las actividades humanas (exceptuando un limitado turismo y una limitada pesca) se reducen a la investigación científica, centrada principalmente en la meteorología y climatología, aunque el abanico de ciencias se ha ampliado: el ecosistema antártico es importante para estudiar los organismos extremófilos incluso con proyecciones a la exobiología, existen en diversas zonas del continente antártico lagos subglaciales, esto es cuencas de agua líquida cubiertas perennemente por capas de hielo de al menos 5 m de espesor, el agua de tales lagos subglaciales se suele mantener líquida por el calentamiento derivado de fenómenos volcánicos, uno de los aspectos más interesantes de estas cuencas es la existencia de vida psicrófila (‘amante del frío’). Uno de los tipos de vida extremófila que pudiera tener semejanzas con las posibles formas de vida extraterrestre en astros donde las temperaturas dominantes son inferiores al punto de congelación del agua. Investigaciones publicadas en la revista Science en noviembre de 2009 afirmaban la existencia de más de 10 000 formas de virus en el lago limnopolar.
La atmósfera de las áreas centrales de la Antártida es la más translúcida de la Tierra por lo que allí se encuentran instalados observatorios astronómicos. El indlandsis o calota de hielo abarca la mayor parte de la criosfera terrestre y sus hielos en las capas profundas tienen antigüedades de millares de años, por lo que en ellos se pueden hacer registros paleoclimáticos (principalmente observando las burbujas de aire atrapadas en el hielo antiguo). En ciertas zonas el hielo antártico adquiere características tan cristalinas y diáfanas que en la base del polo sur se ha establecido un profundo observatorio astrofísico subglaciar para detectar neutrinos (el Antartic Impulse Trasient Antenna/Antena Antártica de Impulso Transitivo o ANITA y el IceCube). También resulta capital el estudio de la actividad magnética al encontrarse en la Antártida el polo sur magnético e influir este en la formación de auroras polares o en las modificaciones de la ionosfera. Por otra parte la atmósfera en la Antártida al ser la más seca del planeta Tierra es también la más diáfana motivo por lo que se ha instalado un gran observatorio con telescopio óptico en la base Amundsen-Scott. Dicho telescopio explora y cartografía la bóveda celeste del hemisferio sur.
Desde la ciudad de Punta Arenas trabajan al menos los programas antárticos de diez países (España, Brasil, China, Estados Unidos, Perú, Ecuador, Colombia, Corea del Sur, entre otros). En esta ciudad se encuentra en construcción el Centro Antártico Internacional, administrado por Instituto Antártico Chileno y la Universidad de Magallanes, en el cual trabajarán más de 500 científicos de todo el mundo, con un centro de convenciones mundial y el Museo Interactivo Antártico más grande del mundo.

### Meteoritos

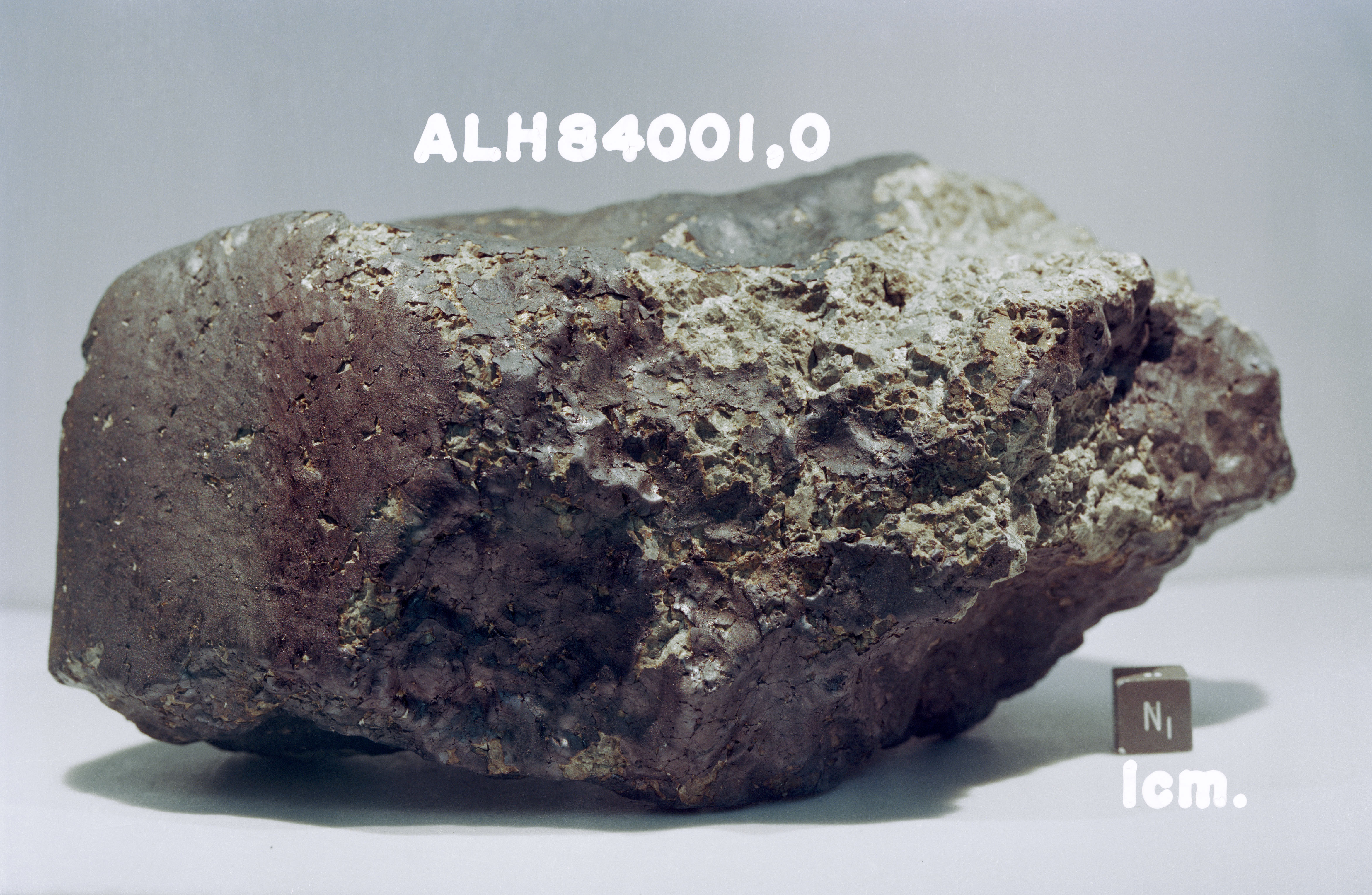
Meteorito encontrado en la Antártida denominado ALH84001, procede del planeta Marte

Los meteoritos hallados en la Antártida son un importante material de estudio ya que están formados a comienzos del sistema solar; la mayoría de los científicos considera que tales meteoritos proceden de asteroides, aunque algunos tienen su origen en grandes planetas como Marte. El primer meteorito fue encontrado en 1912, y recibió el nombre de meteorito Tierra Adelia. Los hielos suelen conservar casi intactos pequeños y medianos meteoritos como el famoso ALH84001 que procede de Marte. Bajo la capa de hielo se considera que existen grandes cráteres de impacto como el posiblemente gigantesco Cráter de la Tierra de Wilkes.
En 1969, una expedición japonesa descubrió nueve meteoritos. La mayoría de estos meteoritos han caído sobre la capa de hielo en el último millón de años. El movimiento de la capa de hielo tiende a concentrar los meteoritos en sitios donde el deslizamiento del hielo se ve bloqueado por accidentes del relieve como los son las cadenas montañosas; con la erosión del viento tales meteoritos van siendo expuestos a la superficie tras haber estado siglos bajo la nieve acumulada. En comparación con los meteoritos recogidos en las regiones más templadas de la Tierra, los meteoritos antárticos están muy bien conservados. Aunque no está aún cerciorado que sea un cráter de impacto meteorítico, en la Antártida Occidental bajo la calota glacial o indlandsis se encuentra el mayor cráter del planeta Tierra conocido sobre el nivel del mar.

### Bases antárticas

Mapa de la Antártida, mostrando los sectores reclamados por Argentina, Australia, Chile, Francia, Noruega, Nueva Zelanda y Reino Unido (hacer clic para ampliar).

La mayoría de los países miembros del Tratado Antártico mantienen estaciones de investigación científica en la Antártida. Algunas de ellas operan durante todo el año, mientras otras son de carácter temporario y operan solo en verano. Existe una notable concentración de las bases en la mitad norte de la zona de la península Antártica. La más antigua en operación continua es la estación argentina Orcadas (desde el 22 de febrero de 1904 (121 años). La Base McMurdo de Estados Unidos (ubicada al sur de Nueva Zelanda), que disponía hasta hace unos años de una microcentral atómica, es la mayor de todas. La estación estadounidense Amundsen-Scott está situada casi en el polo sur geográfico (89°59′51″ S-139°16′22″ E), mientras que la rusa Vostok (78°28′0″ S-106°48′0″ E) y la francoitaliana Concordia (75°6′6″ S, 123°23′43″ E) son las más cercanas al polo geomagnético sur.
Durante el invierno austral de 2014, 40 bases de 20 naciones operaron en la Antártida y otros 10 países se sumaron en el verano antártico. Estas bases abiertas todo el año pertenecen a:
- Alemania: Neumayer III (70°38′00″S 08°15′48″O / -70.63333, -8.26333), al cesar sus actividades por encontrarse cubierta de hielo la base Georg von Neumayer ha sido abandonada y sustituida por la Neumayer II y en febrero de 2009 por la Neumayer III.
- Argentina: Belgrano II, Esperanza, Carlini (ex Jubany), Marambio, Orcadas, San Martín.

- Australia: Casey, Davis, Mawson.

- Brasil: Comandante Ferraz (62°05′00″S 58°23′28″O / -62.08333, -58.39111).

- Chile: Escudero, Frei, O'Higgins, Prat.

- China: Gran Muralla, Zhongshan.

- Corea del Sur: King Sejong (62°13′24″S 58°47′21″O / -62.22333, -58.78917), Jang Bogo.
- EE. UU.: Amundsen-Scott, McMurdo, Palmer.

- Francia: Dumont D'Urville.
- Francia/Italia: Concordia (75°06′06″S 123°23′43″E / -75.10167, 123.39528).

- India: Maitri (70°45′57″S 11°44′09″E / -70.76583, 11.73583), Bharathi.

- Japón: Syowa (69°00′25″S 39°35′01″E / -69.00694, 39.58361).

- Noruega: Troll 72°0′7″S 2°32′2″E / -72.00194, 2.53389
- Nueva Zelanda: Scott (77°51′00″S 166°45′46″E / -77.85000, 166.76278).

- Polonia: Henryk Arctowski (62°09′45″S 58°27′45″O / -62.16250, -58.46250)
- Reino Unido: Halley, Rothera

- Rusia: Bellingshausen, Mirni, Novolázarevskaya, Progres, Vostok

- Sudáfrica: SANAE IV (71°40′25″S 2°49′44″O / -71.67361, -2.82889)
- Ucrania: Base Vernadsky (65°14′43″S 64°15′24″O / -65.24528, -64.25667). Antigua base británica Faraday, transferida a Ucrania el 6 de febrero de 1996.
- Uruguay: Base Artigas, en la isla Rey Jorge (62°11′04″S 58°54′09″O / -62.18444, -58.90250).

Otros países operan estaciones científicas solamente en verano austral, como:
- Bulgaria: San Clemente de Ohrid (62°38′29″S 60°21′53″O / -62.64139, -60.36472)
- Ecuador: Pedro Vicente Maldonado (62°26′56″S 59°44′29″O / -62.44889, -59.74139), Refugio República del Ecuador
- España: Juan Carlos I, Gabriel de Castilla

- Finlandia: Aboa
- Suecia: Wasa
- Pakistán: Jinnah
- Perú: Machu Picchu (62°05′29″S 58°28′16″O / -62.09139, -58.47111)

Entre las bases de verano operadas por países que también mantienen bases en invierno, se encuentran:
- Alemania: Kohnen
- Argentina: Brown, Cámara, Decepción, Matienzo, Melchior, Petrel, Primavera
- Chile: Boonen Rivera, Carvajal, González Videla, Guesalaga, Huneeus, Parodi, Ripamonti, Risopatrón, Shirreff, Yankee Bay, Yelcho
- Uruguay: Elichiribehety

## Masa de hielo y nivel del mar
Debido a su ubicación en el Polo Sur, la Antártida recibe relativamente poca radiación solar, excepto durante el verano del sur. Esto significa que es un continente muy frío donde el agua está principalmente en forma de hielo. La precipitación es baja (la mayor parte de la Antártida es un desierto) y casi siempre en forma de nieve, que se acumula y forma una capa de hielo gigante que cubre la tierra. Partes de esta capa de hielo forman glaciares móviles conocidos como corrientes de hielo, que fluyen hacia los bordes del continente. Al lado de la costa continental hay muchas plataformas de hielo. Estas son extensiones flotantes de glaciares que salen de la masa de hielo continental. En alta mar, las temperaturas también son lo suficientemente bajas como para que se forme hielo a partir del agua de mar durante la mayor parte del año. Es importante comprender los diversos tipos de hielo antártico para comprender los posibles efectos sobre el nivel del mar y las implicaciones del enfriamiento global.
La extensión del hielo marino se expande anualmente en el invierno antártico y la mayor parte de este hielo se derrite en el verano. Este hielo se forma a partir del agua del océano y flota en la misma agua y, por lo tanto, no contribuye a elevar el nivel del mar. La extensión del hielo marino alrededor de la Antártida (en términos de km² de cobertura) se ha mantenido aproximadamente constante en las últimas décadas, aunque no está clara la cantidad de variación que ha experimentado en su espesor.
El derretimiento de las plataformas de hielo flotantes (hielo que se originó en la tierra) en sí mismo no contribuye mucho al aumento del nivel del mar (ya que el hielo desplaza solo su propia masa de agua). Sin embargo, es la salida del hielo de la tierra para formar la plataforma de hielo lo que provoca un aumento en el nivel global del mar. Este efecto es compensado por la nieve que cae nuevamente sobre el continente. Las últimas décadas han sido testigos de varios colapsos dramáticos de grandes plataformas de hielo alrededor de la costa de la Antártida, especialmente a lo largo de la Península Antártica. Se ha planteado la preocupación de que el desprendimiento y quiebre de las plataformas de hielo puede dar lugar a un aumento de la salida de los glaciares de la masa de hielo continental.
En el continente, el gran volumen de hielo presente almacena alrededor del 70% del agua dulce del mundo. Esta capa de hielo está constantemente obteniendo hielo de las nevadas y perdiendo hielo a través del flujo de salida hacia el mar.
Un solo estudio de 2015 realizado por otro grupo de investigadores encontró en cambio que el cambio neto en la masa de hielo es positivo en aproximadamente 112 gigatoneladas por año desde 1992 a 2001, y ligeramente positivo en aproximadamente 82 gigatoneladas por año (con una variación regional significativa) desde 2003 a 2008 lo que daría como resultado que la actividad antártica reduzca el aumento global del nivel del mar en 0.23 mm por año. Sin embargo, Eric Rignot, del Laboratorio de Propulsión a Reacción de la NASA, ha sido crítico con este estudio y afirma que sus hallazgos "están en desacuerdo con todos los demás métodos independientes", y parece llegar a valores más precisos que los que permitirían la tecnología actual y los enfoques matemáticos. Entre 2009 y 2019, las plataformas de hielo flotantes de la Antártida aumentaron 5305 km cuadrados, ganando 661 gigatoneladas (661 millardos de toneladas).
Un grupo de investigadores encontró que los diferentes métodos satelitales para medir la masa y el cambio de hielo concordaban y que la combinación de métodos conduce a una mayor certeza con el cambio de la masa de la Antártida Oriental, la Antártida Occidental y la Península Antártica en +14 ± 43, −65 ± 26, y −20 ± 14 gigatoneladas (Gt) por año. El estudio de revisión sistemática de 2018 del mismo grupo de investigadores estimó que la pérdida de hielo en todo el continente fue de 43 gigatoneladas por año en promedio durante el período de 1992 a 2002, pero se aceleró a un promedio de 220 gigatoneladas por año durante los cinco años de 2012 a 2017. El sitio web de la NASA sobre el cambio climático indica una tendencia general compatible de más de 100 gigatoneladas de pérdida de hielo por año desde 2002. Aunque a veces se informan ligeros aumentos netos en algunos años aislados o aumentos en las plataformas de hielo, esto no contradice la disminución neta que ha experimentado la masa de hielo antártico desde hace décadas.
| Capa de hielo        | 1992-2011 | 2012-2017 |
| -------------------- | --------- | --------- |
| Antártida Oriental   | 13        | -28       |
| Antártida Occidental | -73       | -159      |
| Península Antártica  | -16       | -33       |
| Total                | -76       | -219      |

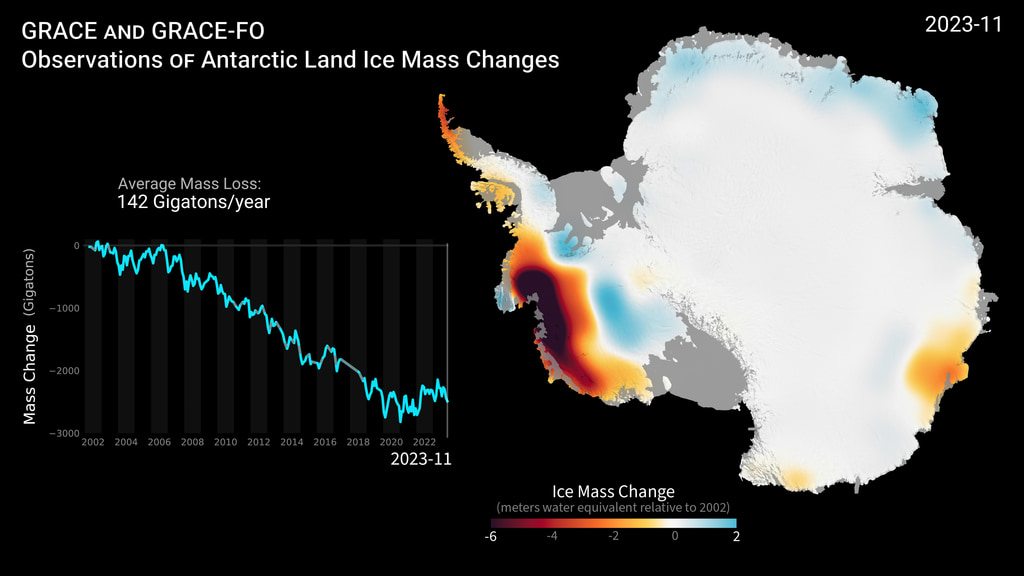
Pérdida neta de la masa de hielo antártico entre 2002-2023

Un registro satelital reveló que el aumento general en las extensiones de hielo marino antártico se revirtió en 2014, con tasas rápidas de disminución en 2014-2017 reduciendo las extensiones de hielo marino antártico a sus valores más bajos en el registro de 40 años.
La Antártida oriental es una región fría con una base terrestre sobre el nivel del mar y ocupa la mayor parte del continente. Esta área está dominada por pequeñas acumulaciones de nevadas que se convierten en hielo y, por lo tanto, en algún momento fluyen hacia el mar. Se cree que el balance de masa de la capa de hielo de la Antártida Oriental en su conjunto es ligeramente positivo (bajando el nivel del mar) o cercano al equilibrio. Sin embargo, se ha sugerido una mayor salida de hielo en algunas regiones.

## Tratado Antártico

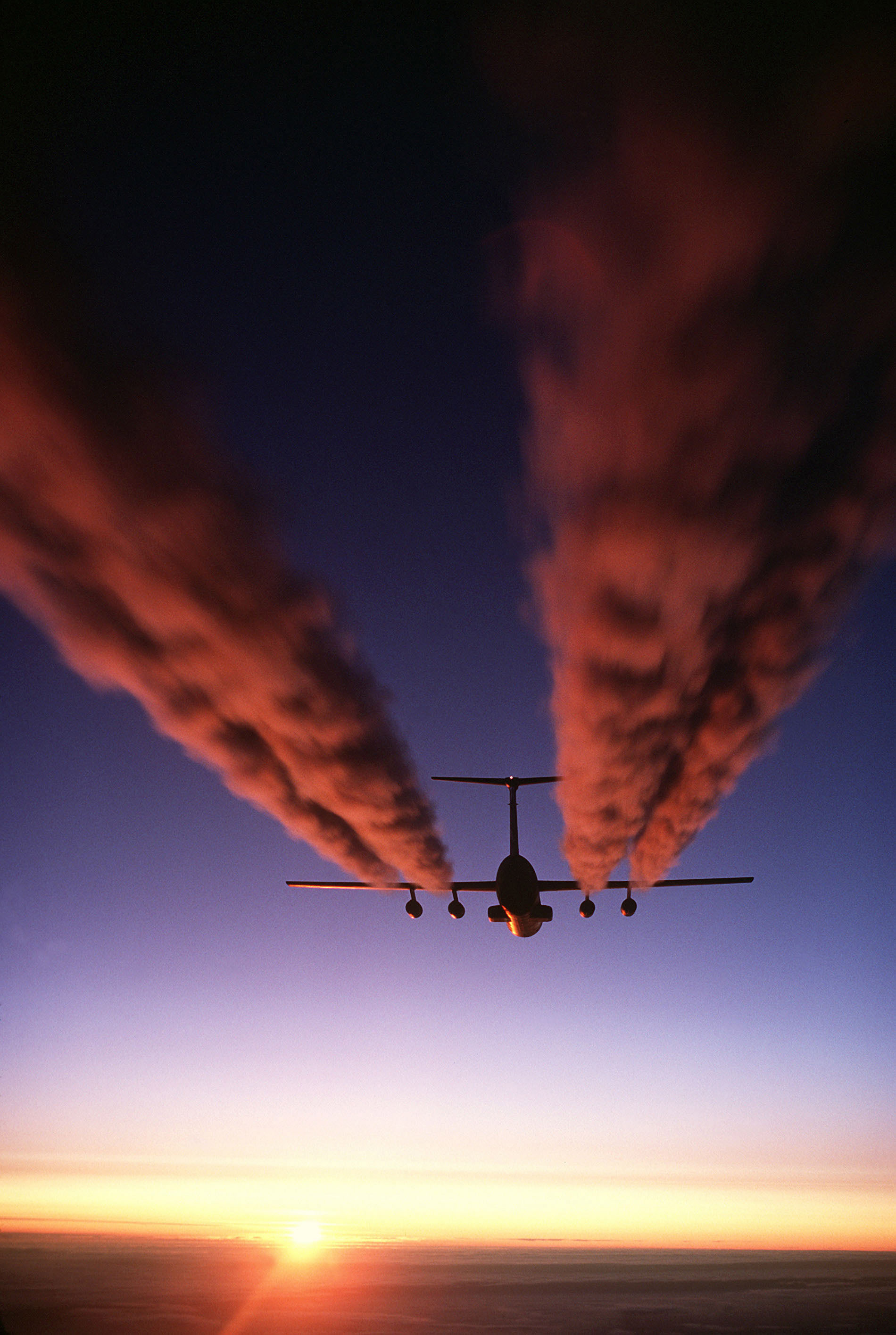
Un avión C-141 Starlifter sobrevolando la Antártida.

El Tratado Antártico fue firmado el 1 de diciembre de 1959 en Washington D. C.. y entró en vigencia el 23 de junio de 1961. Este mismo estableció un  régimen  de  colaboración internacional para esa región, realizó significativos logros luego de su concepción, ha conseguido evitar el conflicto    en    dicha    zona,    su    internacionalización    y   desmilitarización, además del marco legal para la gestión de la Antártida, y su ejecución se administra a través de reuniones consultivas (bianuales hasta 1991, anuales desde entonces). El Tratado dispone que:
- El área antártica solo debe usarse con fines pacíficos. Se prohíben las actividades militares, tales como las pruebas de armamento, pero se permite el uso de personal y equipo militar en apoyo de actividades científicas u otros propósitos pacíficos;
- Continuará la libertad de investigación científica y la cooperación establecida en el Año Geofísico Internacional de 1957;
- Se intercambiará de la forma más amplia posible información y personal para fomentar la cooperación y eficiencia entre los Estados firmantes y en cooperación con las Naciones Unidas y otros organismos internacionales;
- No se disputan ni se afirman reclamaciones territoriales previas a la firma del Tratado, ni se admiten nuevas reclamaciones mientras el Tratado esté en vigencia;
- Se prohíben las explosiones nucleares y el depósito de residuos radiactivos;
- Se incluyen bajo la jurisdicción del Tratado todas las tierras y las barreras de hielo al sur de los 60°0′ de latitud Sur, pero no el alta mar al sur de ese paralelo;
- Los observadores de los Estados miembros tendrán libre acceso a cualquier área, incluyendo el derecho de observación aérea, y podrán inspeccionar todas las estaciones, instalaciones y equipo;
- Se deberá notificar por anticipado toda actividad, así como la introducción de personal militar;
- Los observadores, científicos de intercambio y personal de apoyo de estos quedan bajo la jurisdicción del Estado del cual son ciudadanos;
- Se realizarán reuniones consultivas frecuentes entre los Estados miembros, pero para enmendar el Tratado se requiere unanimidad;
- Los Estados miembros desalentarán las actividades de cualquier país en la Antártida que sean contrarias a los objetivos del Tratado;
- El Tratado quedará abierto a la adhesión de cualquier Estado que sea miembro de las Naciones Unidas, o de cualquier otro Estado que pueda ser invitado a adherirse al Tratado con el consentimiento de todas las Partes Contratantes;
- Las disputas serán resueltas amistosamente por las partes involucradas y, en última instancia, por la Corte Internacional de Justicia.

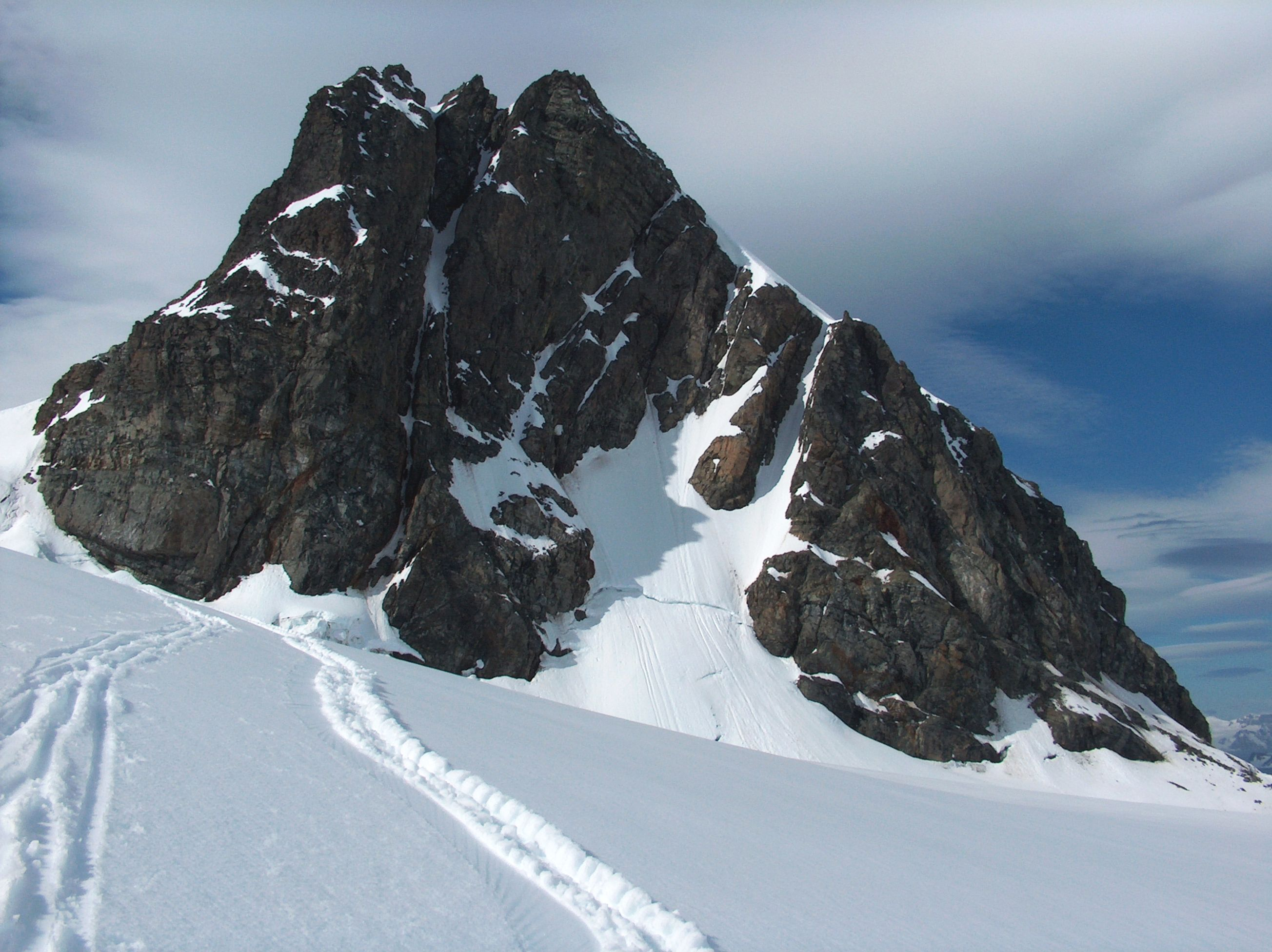
El nunatak (pico solitario) Atanasoff.

Existen además unas 170 recomendaciones adoptadas en las reuniones consultivas y ratificadas por los Estados miembros, incluyendo las Medidas Acordadas para la Conservación de la Fauna y la Flora Antártica (1964), la Convención para la Conservación de las Focas Antárticas (1972), la Convención sobre la Conservación de los Recursos Marinos Vivos Antárticos (1980), un acuerdo sobre recursos minerales que fue firmado en 1988 y luego rechazado, y el Protocolo sobre Protección Ambiental, firmado el 4 de octubre de 1991 y en vigencia desde el 14 de enero de 1998. Este Protocolo procura proteger el medioambiente antártico mediante cinco anexos específicos sobre contaminación marina, fauna y flora, evaluaciones de impacto ambiental, gestión de residuos, y áreas protegidas; también prohíbe todas las actividades relacionadas con recursos minerales excepto la investigación científica.

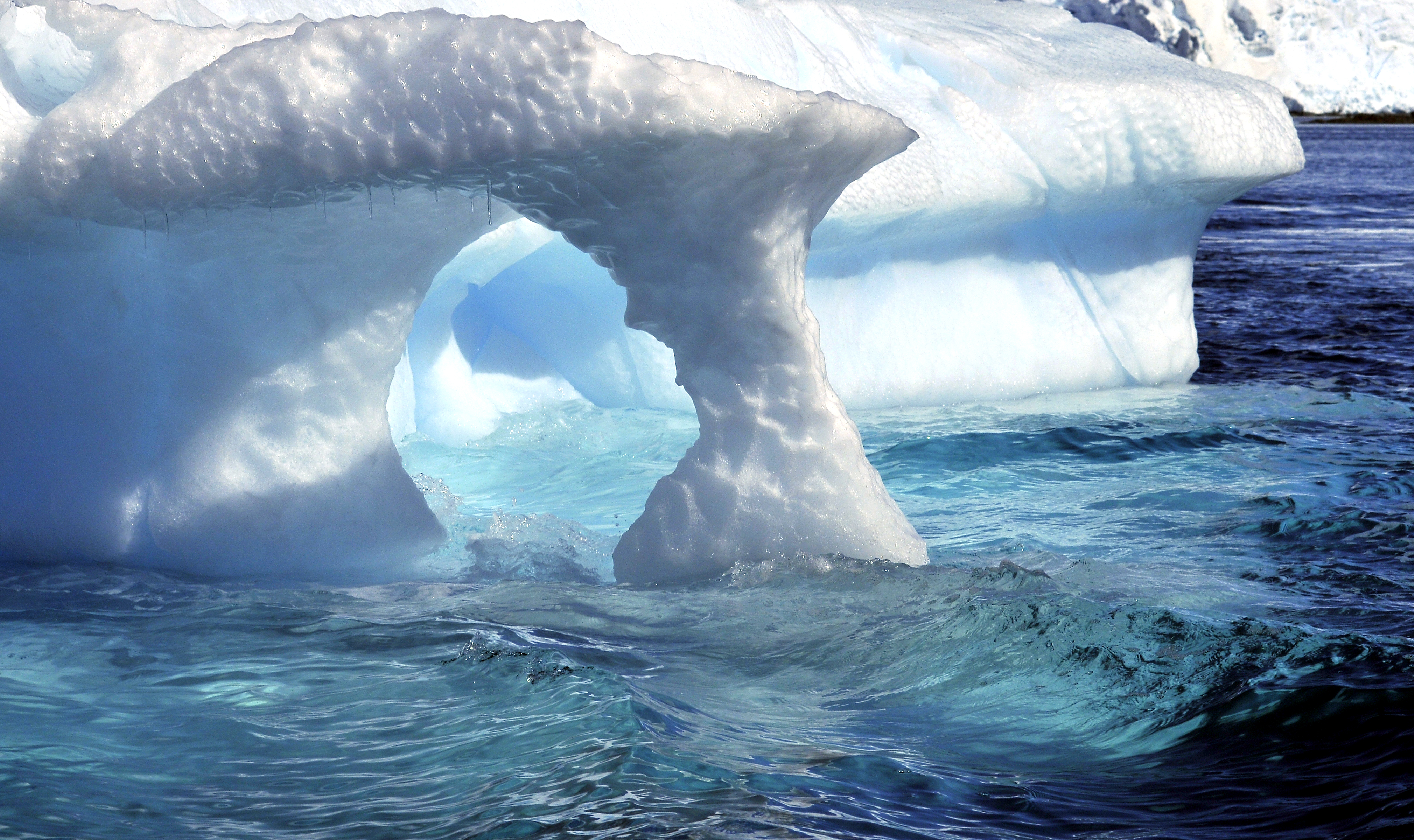
Iceberg horadado al sur de Puerto Foyn. Estrecho de Bransfield (Islas Shetland del Sur, Antártida).

El Tratado Antártico considera dos clases de miembros: los consultivos o plenos (con voz, voto y veto en la toma de todas las decisiones vinculadas al espacio austral) y los miembros no consultivos, o adherentes, que cuentan solo con derecho a voz.
Son miembros consultivos Alemania, Argentina, Australia, Bélgica, Brasil, Bulgaria, Chile, China, Corea del Sur, Ecuador, España, Estados Unidos, Finlandia, Francia, India, Italia, Japón, Nueva Zelanda, Noruega, Países Bajos, Perú, Polonia, Reino Unido, Rusia, Sudáfrica, Suecia, Ucrania y Uruguay.
Son miembros no consultivos Austria, Bielorrusia, Canadá, República Checa, Colombia, República Popular Democrática de Corea, Cuba, Dinamarca, Eslovaquia, Estonia, Grecia, Guatemala, Hungría, Mónaco, Papúa Nueva Guinea, Portugal, Rumania, Suiza, Turquía y Venezuela.

La Secretaría del Tratado Antártico tiene sede en Buenos Aires, Argentina. El secretario en mayo de 2005 era el alemán Dr. Manfred Reinke. Actualmente, el secretario ejecutivo es el uruguayo Albert Lluberas.

## Reclamaciones territoriales

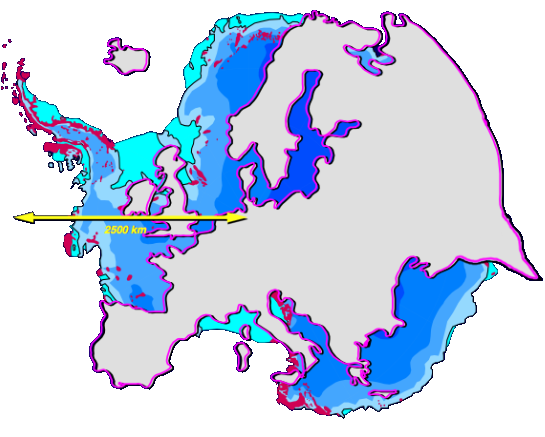
Mapa de Europa superpuesto sobre un mapa de la Antártida (comparativo).

Siete de los Estados miembros consultivos del Tratado Antártico mantienen reclamaciones sobre sectores del territorio antártico. Como consecuencia de la firma del tratado, existe un virtual «congelamiento» de los litigios antárticos a causa de la prohibición de actividades militares no vinculadas con la investigación científica, lo que eliminó el peligro de incidentes y guerras, junto con el espíritu de cooperación y entendimiento. Mientras esté en vigencia el tratado, las reclamaciones de soberanía territorial sobre la Antártida que fueron hechas valer antes de la firma del mismo mantendrán su vigencia, pero no pueden ser ampliadas ni se permiten nuevas reclamaciones de soberanía. El tratado las menciona pero no las reconoce ni las rechaza, conservándose los derechos de todas las partes.
En general, ni las reclamaciones territoriales, ni los derechos a hacerlas, son reconocidas por otros países ni por las Naciones Unidas y casi todas se apoyan en la teoría de los sectores polares. Australia, Nueva Zelanda, el Reino Unido, Noruega, y Francia se reconocen mutuamente sus reclamaciones antárticas. Argentina y Chile también se reconocen mutuamente derechos antárticos, sin establecer el límite común y denominan al conjunto de sus territorios antárticos como «Antártida Sudamericana».
Los siete países que mantienen reclamaciones de soberanía son:
- Argentina (Antártida Argentina), es el territorio entre los 25°O y los 74°O al sur de los 60°S, forma parte del departamento Antártida Argentina, uno de los cinco departamentos de la provincia de Tierra del Fuego, Antártida e Islas del Atlántico Sur. La reclamación fue delimitada entre aquellos meridianos en 1946, después de reclamar entre el 75° O y 25° O en 1941 y entre 68°24′ O y 25° en 1942. Se superpone parcialmente con la chilena y totalmente con la británica.
- Australia (Territorio Antártico Australiano, en inglés Australian Antarctic Territory), entre los 45°E y los 136°E y entre los 142°E y los 160°E, al sur de los 60°S, reclamo de 1933, uno de los siete territorios externos de Australia.
- Chile (Territorio Chileno Antártico), entre los 53°O y los 90°O (sin límite norte) delimitado en 1940, corresponde a la comuna Antártica, una de las dos comunas de la provincia Antártica Chilena, XII Región de Magallanes y Antártica Chilena. Superpuesto parcialmente con la reclamación argentina y la británica.
- Francia (Tierra Adelia, en francés Terre Adélie), entre los 136°E y los 142°E, al sur de los 60°S, reclamación de 1924, uno de los cuatro distritos de las Tierras Australes y Antárticas Francesas.
- Noruega (Tierra de la Reina Maud, en noruego Dronning Maud Land), entre los 20°O y los 45°E (sin límites definidos en el norte ni en el sur, se entiende generalmente que solo reclamó la costa para proteger sus derechos balleneros) reclamada en 1938, y la isla Pedro I (68°50′ S 90°35′ O), reclamación de 1929.
- Nueva Zelanda (Dependencia Ross, en inglés Ross Dependency), entre los 150°O y los 160°E, al sur de los 60°S, reclamación de 1923, como un territorio dependiente neozelandés.
- Reino Unido (Territorio Antártico Británico, en inglés British Antarctic Territory), entre los 20°O y los 80°O, al sur de los 60°S, reclamación de 1908 (con sus límites actuales fijados en 1962) como un territorio de ultramar, superpuesto totalmente con la reclamación argentina y parcialmente con la chilena.

|           |           |       |         |               |         |             |
| Argentina | Australia | Chile | Francia | Nueva Zelanda | Noruega | Reino Unido |

### Interesados en participar en un futuro reparto territorial de la Antártida

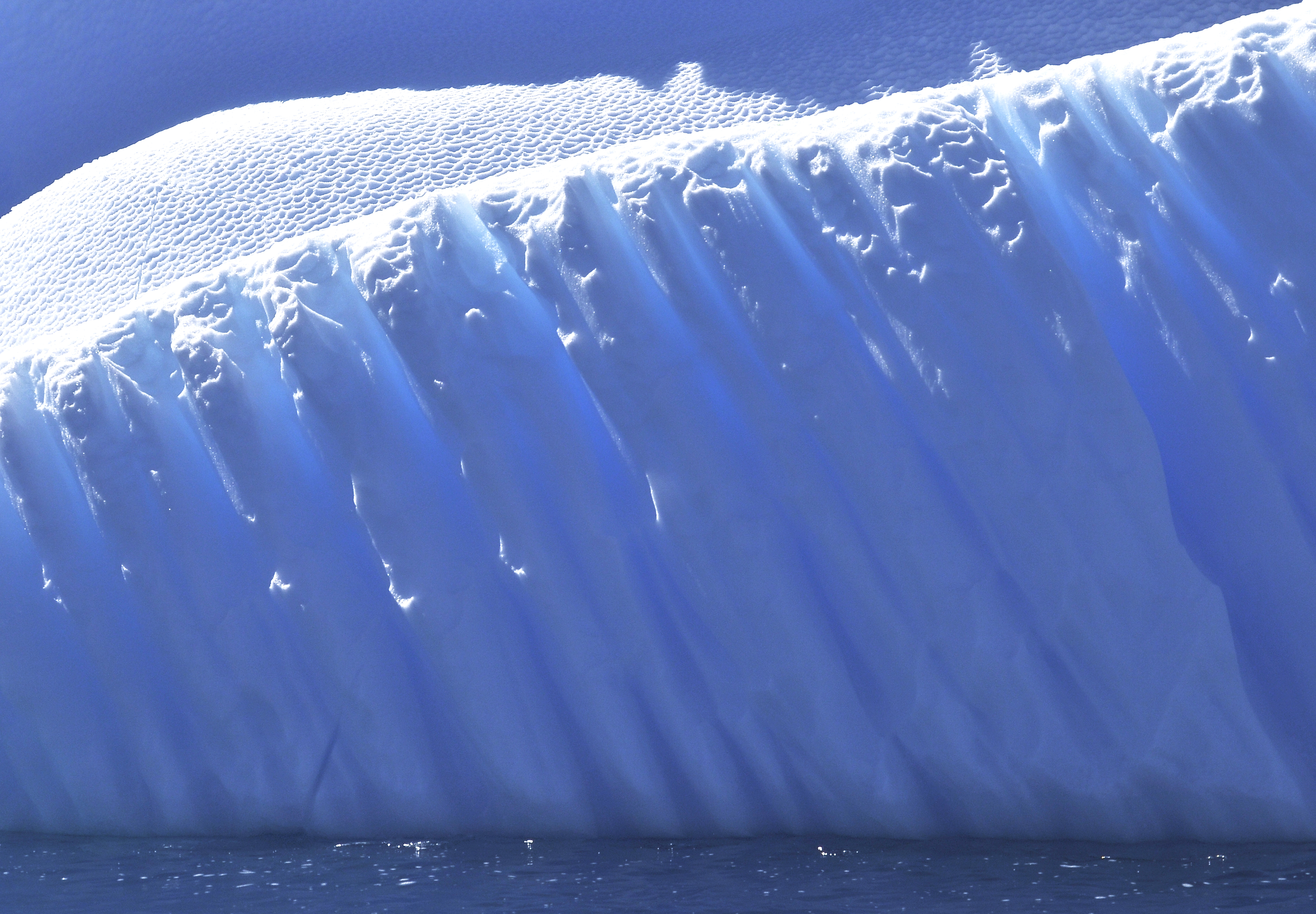
Detalle de un iceberg

Dos firmantes originales del tratado habían previamente rechazado las reclamaciones territoriales de otros países, reservado su derecho a realizarlas en cualquier momento si otros países hicieran valer las suyas:
- Estados Unidos. Por las expediciones del almirante Richard Evelyn Byrd hubo especulaciones de que los Estados Unidos reclamarían el sector de la Tierra de Marie Byrd y tácitamente le fue reservado por el Reino Unido y otros países reclamantes, pero no se llevó a cabo por aplicación de la doctrina establecida en 1924 por el entonces secretario de Estado Charles Evans Hughes.[176]
- Unión Soviética (sus derechos y obligaciones bajo el tratado fueron asumidos por Rusia). País que hizo una declaración de soberanía sobre parte de la Antártida antes de adherirse al Tratado Antártico.

Algunos países hicieron reserva de derechos al adherir al Tratado Antártico sin especificar qué tipo de derecho:
- Brasil reservó «los derechos a proteger sus intereses directos y sustanciales en la Antártida».[177]
- Ecuador hizo una «reserva sus derechos basándose en la teoría de defrontación o enfrentación».[178][179]
- Perú hizo una «reserva de sus derechos de territorio amparándose en el principio de defrontación e influencia antártica en su clima, ecología y biología marina, aduciendo, además continuidad geológica y vínculos históricos».[180]
- Uruguay reservó «los derechos que le correspondan en la Antártida de acuerdo con el Derecho Internacional».[181]

## Música en la Antártida
A pesar de ser un continente remoto, el mundo de la música ha comenzado a llevar a cabo acciones, muchas de ellas con carácter benéfico y para concienciar a la población sobre la importancia de cuidar el planeta.

### Los Jaivas
En noviembre de 1983, la banda chilena Los Jaivas llegó al continente blanco a grabar para el programa Amigos siempre amigos de TVN. La grabación se realizó en el aeródromo chileno Teniente Marsh de la FACh y el programa fue emitido en diciembre de 1983. El libro Guinness de los récords lo catalogó como el primer programa realizado en la Antártica.

### Metallica
El 8 de diciembre de 2013, la banda Metallica realizó por primera vez un concierto para «concienciar sobre la importancia de la Antártida para el planeta», en la Base Antártica Carlini. Fue para aproximadamente un centenar de asistentes; también fueron convocados asistentes de bases cercanas como: Uruguay, Chile, Polonia, Corea del Sur, Rusia, Brasil y Alemania. El recital fue sin usar amplificadores y se utilizó un riguroso protocolo sobre impacto ambiental.

### Otros músicos
En 2016 la gaitera londinense Irene Robinson ofreció un concierto en la Antártida, enmarcado en una campaña benéfica. Ese mismo año, músicos de las Fuerzas Armadas Argentinas ofrecieron un recital por la paz. «Entre los temas elegidos estuvieron Imagine, de John Lennon, y el tango Adiós Nonino, del músico y compositor argentino Astor Piazzolla, ambos dirigidos por el capitán de corbeta Ángel Marcelo Zurl», según se informó. En noviembre de 2018 el guitarrista español Rafael Serrallet ofreció recitales en diversos lugares del continente antártico y con ello se convirtió en el primer músico clásico en llevar a cabo conciertos en todos los continentes en un mismo año, con lo que obtuvo un récord mundial Guinness.

## Automovilismo
El 22 de septiembre de 2011, el continente antártico recibió por primera vez la visita de un automóvil de carreras. Se trató de una expedición organizada por la entidad argentina de automovilismo Asociación Corredores de Turismo Carretera, quienes conformaron una comitiva para embarcar un automóvil de competición con destino a la Base Marambio tras recibir la invitación de la Fuerza Aérea Argentina y del Ministerio del Interior. La comitiva estuvo encabezada por el entonces vicepresidente de la institución, Hugo Mazzacane, y por el expiloto Roberto Urretavizcaya. Arribaron a destino a bordo de un avión Hércules, llevando consigo una unidad Torino Cherokee ornamentada con los colores de la bandera argentina y preparado por el motorista Alfredo Fernández. La exhibición se llevó a cabo durante dos horas sobre la pista de aterrizaje de la Base Marambio, y el vehículo fue pilotado por Mazzacane y Urretavizcaya frente a los habitantes de la base. Esta hazaña le valió a ACTC un reconocimiento por parte de Récord Guinness por haber sido el primer automóvil de carreras en pisar suelo antártico y en haber circulado sobre el mismo.